# История Болгарии
В древности территория Болгарии была заселена фракийцами, которые в V веке до нашей эры создали Одрисское царство. С IV века до н. э. — под властью Македонской державы, с I века н. э. — Древнего Рима (провинции Мёзия и Фракия).
Со II века по VI век территория Болгарии подвергалась нападениям со стороны многочисленных варварских племён. С 395 года — в составе Византии. В VI—VII веках заселена протоболгарами и славянами. В 681 году хан Аспарух основал Первое Болгарское царство со столицей в Плиске. На всём протяжении истории болгары вели постоянные войны с Византией. Около 865 года князь Борис I принял христианство. При Симеоне I страна пережила «золотой век». В 1018 году Болгария была покорена Византией. В 1186 году государство, известное как Второе Болгарское царство, со столицей в Тырнове было восстановлено. При Иване Асене II (правл. 1218—1241) Болгария играла на Балканах роль гегемона. Завоёвана турками в 1396 году. На землях болгар образовано бейлербейство Румелия, центром которого в XVI веке стала София. В середине XVIII века начался подъём национального самосознания болгар. Русско-турецкая война (1877—1878) привела к созданию в 1878 году автономного княжества Болгария. В 1908 году провозглашено независимое Болгарское царство. В двух мировых войнах Болгария выступала на стороне Германии. В 1944 году была свергнута династия Кобургов. После Второй мировой войны начато строительство социализма, страна присоединилась к СЭВ (1949) и Организации Варшавского договора (1955). После отстранения от власти Тодора Живкова в 1989 году были начаты рыночные реформы. В 2004 году Болгария присоединилась к НАТО, в 2007 году вступила в Европейский союз.
Название страны в форме «Булгария» (греч. Βουλγαρία) впервые упоминается в византийских источниках. В болгарских памятниках Болгария фигурирует под названием въ блъгарѣхъ — «земля, населённая болгарами». За пределами страны Болгария была также известна как Загория, Загоре, Загора. После присвоения Симеоном I титула царя в болгарских правовых документах получило распространение название «болгарское царство», реже — «держава» (ст.-слав. Блъгарско царство/Блъгарска държава).

## Дославянский период

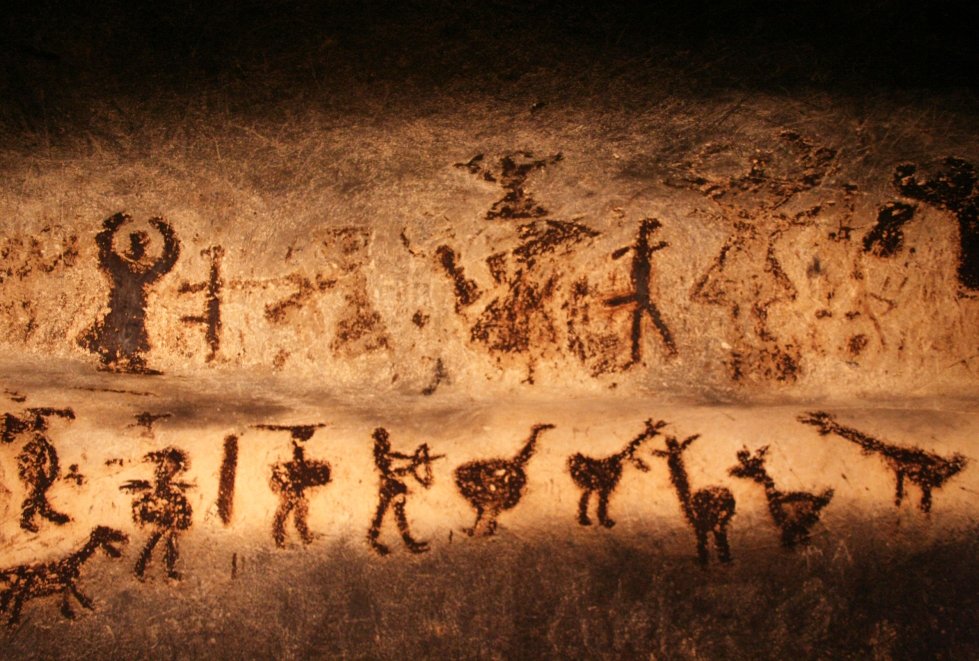
Рисунки в пещере Магура

Первые люди на территории Болгарии обитали со времён раннего палеолита (около 200 тысяч лет назад).
В пещере Бачо Киро археологи обнаружили самые древние на европейском континенте останки современных людей, датируемые возрастом от 32 870—32 260 лет до н. э. (БК-1653) до 45 820—43 650 лет назад.
В эпоху среднего неолита на территории Болгарии существовала культура Караново. В III тысячелетии до н. э. в южных и западных районах Болгарии проживала группа земледельческих племён, имевших небольшие поселения на равнинах. Такая же культура существовала на территории Сербии и Румынии. Вторая группа племён, более поздняя, известна по находкам в Южной Болгарии и на территории Греции. Поселения этих людей, состоящие из 30—50 жилищ, и укреплённые земляными валами или каменными стенами, располагались вблизи водоёмов. Своеобразная глиняная посуда этой культуры имеет сходство с посудой некоторых мест в Малой Азии. К концу неолита в центральной и восточной Болгарии распространилась культура Хаманджия (с большими глинобитными жилищами), схожая с трипольской культурой Украины. В эпоху медного века территория страны входила в состав культуры Восточного Средиземноморья, культур Криводол-Селькуца и Коджадермен-Гумельница-Караново VI, в южных районах существовал центр металлургии. Население этого периода занималось земледелием, скотоводством, а также виноградарством. Обнаружены остатки сёл медно-каменного века, культурный слой которых достигает 12 метров. Эти селения, существовавшие на протяжении нескольких тысяч лет, состояли из 20—100 жилищ. К бронзовому веку относится Вылчитрынский клад золотых изделий.

### Фракийцы

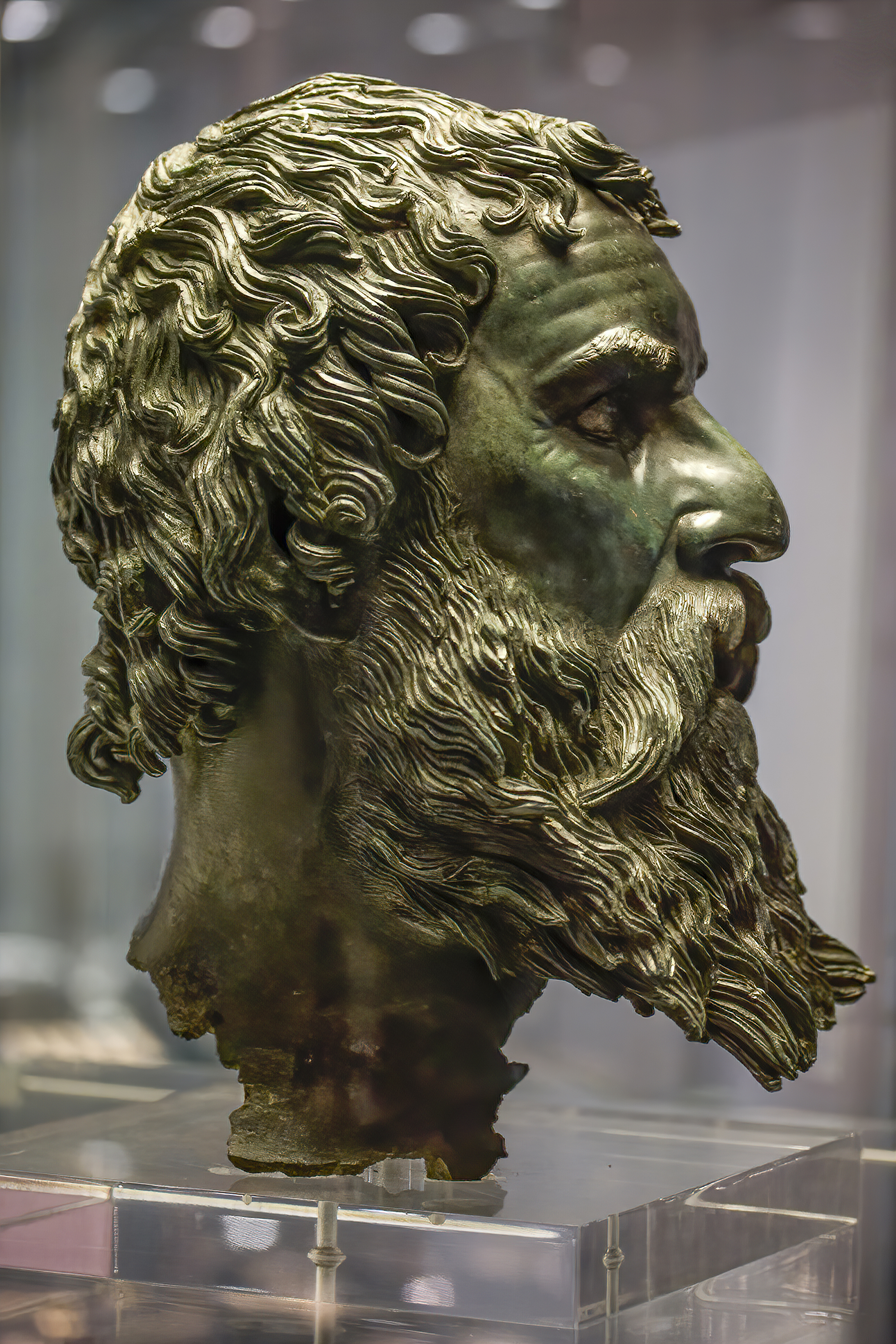
Севт III (бронза)

Ко II—I тысячелетиям до н. э. относится период формирования фракийской народности, населявшей территорию Болгарии. Фракийцы занимались земледелием (сеяли пшеницу, ячмень, рожь, просо, коноплю, лён; выращивали фрукты и овощи), скотоводством (коневодством, овцеводством), торговлей, ремёслами, в том числе изготовлением оружия. В V—IV веках до н. э. фракийская культура пережила расцвет. В VIII—VII веках до н. э. фракийские области подверглись греческой колонизации. На побережье Чёрного моря возникли города (полисы): Анхиал, Месамбрия, Аполлония, Дионисополь, Одесс. Связи городов с округой способствовала эллинизации фракийского населения. В среде фракийцев выделилась знать, появилось рабовладение. В VI—V веках до н. э. фракийское племя одризов создало Одрисское царство, которому подчинилось большинство рядом расположенных греческих колоний. Главным городом одризов был Ускудама (ныне турецкий Эдирне). Столицей одрисского царя Севта III был город Севтополь. Одрисская знать оказалась в значительной мере эллинизирована. Расцвет Одрисской державы пришёлся на V век до н. э., одрисского искусства — на IV — начало III века до н. э. К этому времени относится появление Казанлыкской гробницы и Панагюриштского золотого клада. В IV веке Одрисское царство вошло в состав Македонской державы, которая вскоре развалилась. На месте фракийского поселения македонцы построили крупнейший город Филиппополь (ныне Пловдив). В условиях войн с греческими городами фракийские земли оказались в упадке. В 280 году до н. э. фракийские земли подверглись вторжению кельтов, которые создали собственную державу от Днестра до Эгейского моря. В результате восстания 214/213 года фракийцы восстановили свою независимость.

### Римское владычество

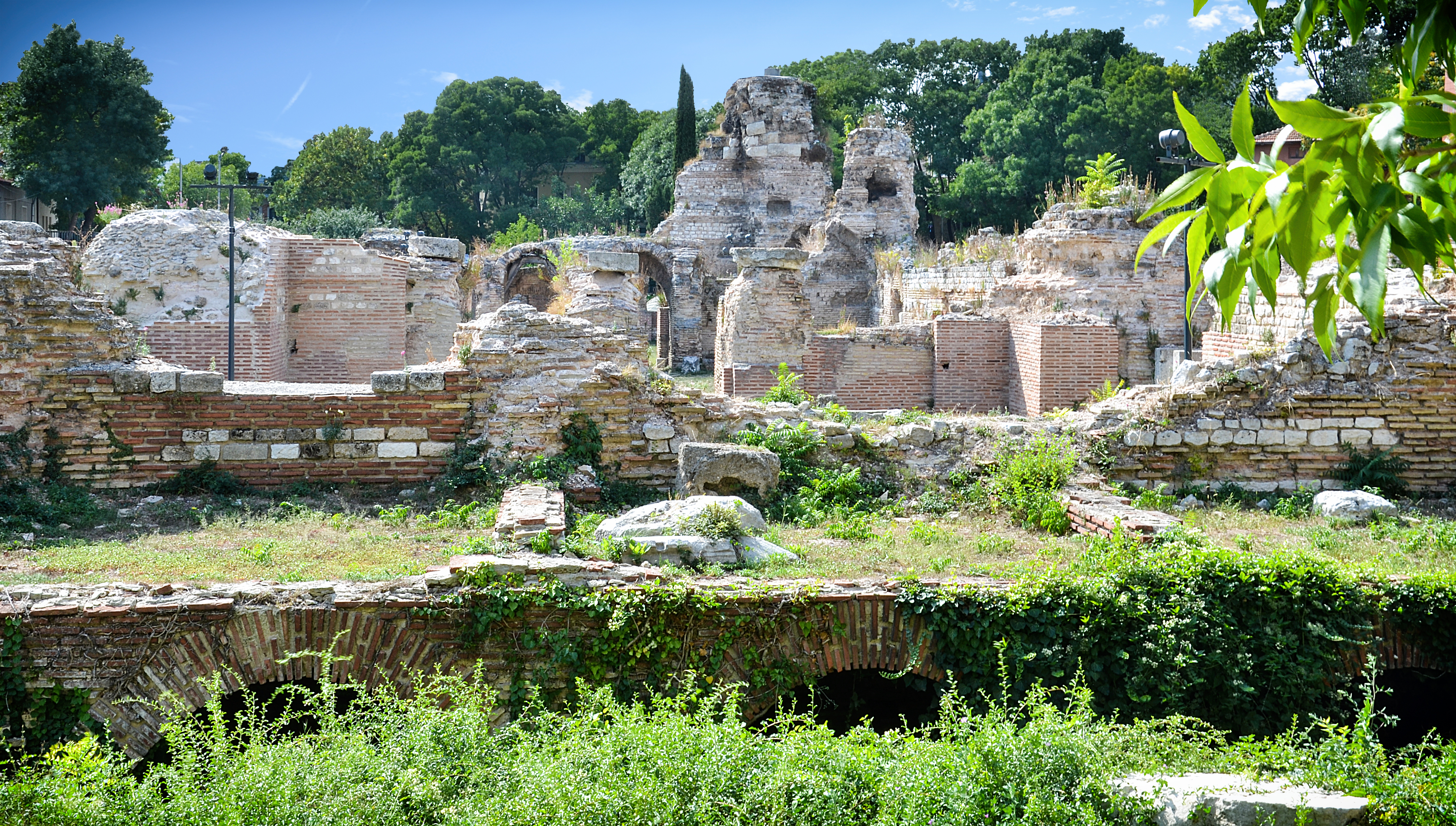
Римские термы в Варне

Во II веке до н. э. римляне подчинили часть фракийских земель, а после восстания 44 года н. э. — всё Одрисское царство, территория которого была включена в римские провинции Мёзия и Фракия. Небольшая часть территории Болгарии вошла в провинцию Малая Скифия. В начале нашей эры на Балканы проникло христианство. Римская власть во Фракии опиралась на местную знать, которая приобрела римское гражданство. В римский период города располагались в основном на побережье Чёрного моря и Дуная. Римляне основали новые города, в том числе Маркианополь и Никополь на Росице. На месте римских лагерей, разбитых в Мёзии, возникали укреплённые города, в том числе Абритус и Монтана. Во II веке развитие получили старые поселения фракийцев, превратившиеся в центры рабовладения: Сердика, Пауталия, Берое. Широкое применение рабского труда нашлось на рудниках, где добывались полезные ископаемые. Земледельцы Мёзии в большинстве своём являлись свободными крестьянами, которые несли рекрутскую повинность. Расцвет балканских провинций Рима пришёлся на 170—230-е годы. Внутренние районы к северу от гор Стара-Планины в большинстве своём были полностью романизированы. На побережье Чёрного моря население вблизи греческих городов оставалось эллинизированным. Фракийская культура сохранялась в сельских районах к югу от Стара-Планины. К приходу славян в первой половине VI века фракийцы как народ исчезли. После раздела Римской империи в 395 году территория Болгария оказалась под властью Византии. Рабы постепенно слились с колонами. В 364 году население Фракии, оказавшееся в тяжёлом положении, участвовало в восстании Прокопия. В VI веке язычество было поставлено вне закона. В V веке с периодичностью раз в пять-шесть лет происходили нашествия гуннов, готов, протоболгар. При Юстиниане I в VI веке вдоль Дуная были построены оборонительные укрепления для защиты от варваров.

## Средние века

### Переселение славян и протоболгар

Ичиргу-бойла Мостич, болгарский сановник IX века (реконструкция)

Переселение славян на Балканы явилось завершающим этапом Великого переселения народов. Славяне под именем антов совершили первый набег на Византию между 518 и 527 годом. В дальнейшем славяне, часто вместе с аварами, продолжали совершать из Дакии нападения на Византию, доходя почти до Константинополя. Во время похода 550/551 года славяне впервые остались зимовать во владениях Византии. С этого времени началось массовое переселение славян на земли Византии. Основным местом переправы через Дунай для «дакийских» славян служил район Железных ворот. В 626 году авары вместе с подвластными им славянами и протоболгарами предприняли осаду Константинополя, которая закончилась их поражением. После этого Аварский каганат ушёл с исторической сцены Балкан, потеряв власть над славянами к югу от Дуная. В первой половине VII века славяне на Балканах объединялись в так называемые славинии, одна из которых называлась «Семь родов». На новом месте славяне перешли от пережитков родовой общины к соседской. Этот вид производственных отношений заменил собою ранее существовавший здесь колонат. Рабство у славян оставалось не развито. Славянская знать со временем установила связи с Византией, приобщалась к греческой культуре. С 580-х до 670-х годов балканские славяне предприняли пять попыток захватить Фессалонику, надеясь превратить этот город в политический центр своего будущего государственного объединения. Однако они были разбиты византийским войском, и частично переселены в Малую Азию. На новых землях славян Византия учредила фемы. Так, к 685 году возникла фема Фракия. К северу от Стара-Планины дославянские топонимы со временем почти полностью исчезли. Фракийская культура, вероятно, была унаследована болгарской народностью в основном к югу от Стара-Планины, и уступала по своему влиянию византийской культуре. В результате ассимиляции фракийцев славянами восторжествовал язык народа-победителя — славян.
Протоболгары по происхождению были тюрками, выходцами из Центральной Азии. Впервые они упоминаются в IV веке, когда местами их обитания были Северный Кавказ, Закавказье и Приазовье. Часть протоболгар в конце IV века вместе с гуннами мигрировала в Паннонию. В 540-х — 550-х годах они стали часто совершать набеги на Византию, иногда вместе со славянами. По византийским источникам того времени протоболгары-кочевники были известны под названием «булгары». В Приазовье в 632 году протоболгары во главе с Кубратом создали военно-политическое объединение, названное византийцами «Великой Болгарией». После смерти Кубрата это объединение распалось, его сын Аспарух вместе с частью протоболгар отступил от хазарского войска к устью Дуная.

### Первое Болгарское царство

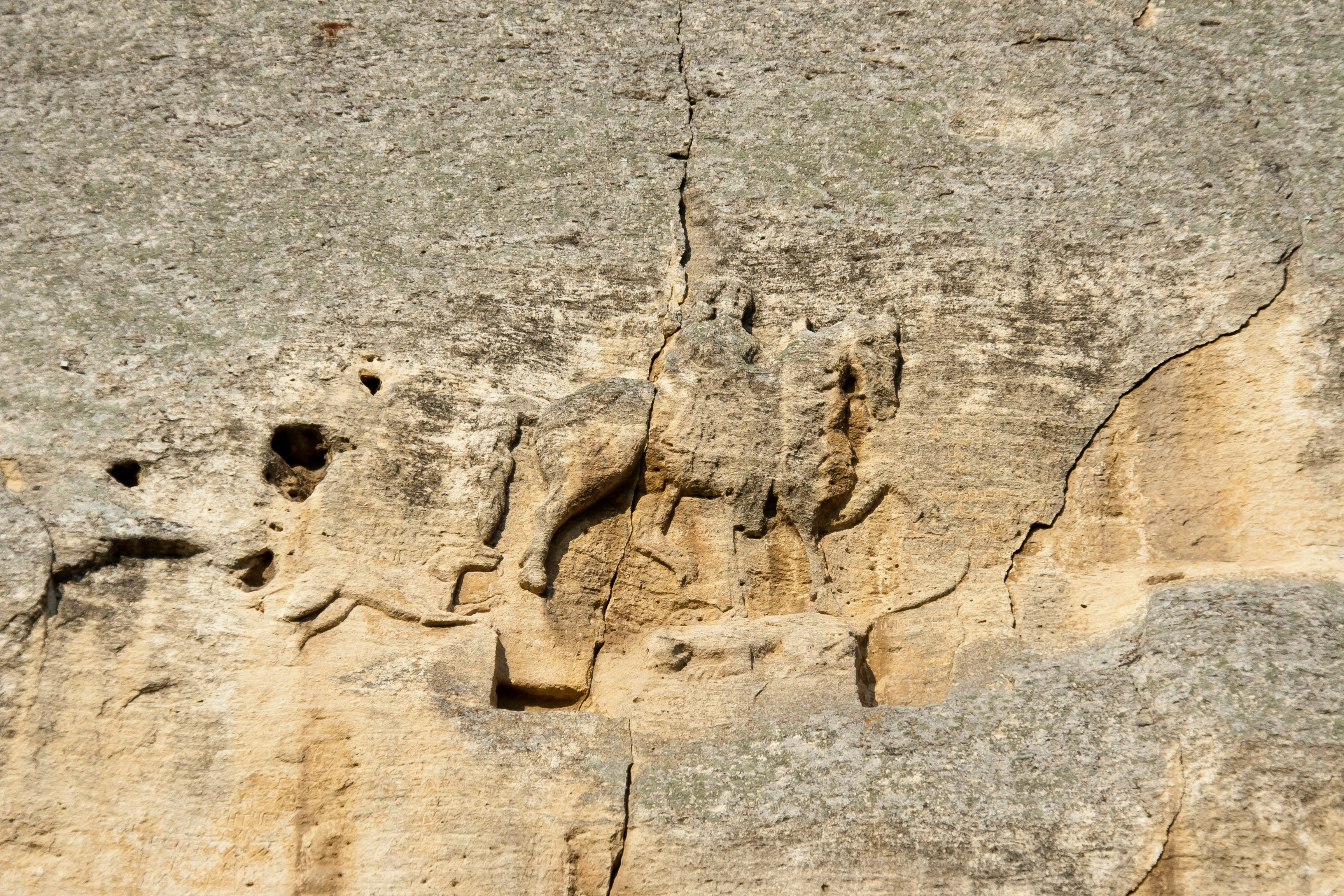
Мадарский всадник, с изображением болгарского хана

В августе 680 года византийский император Константин IV был разбит Аспарухом в Онгальской битве. Затем болгары переправились через Дунай и расселились в Мизию. После последовавших затем набегов протоболгар на византийские владения, император был вынужден в 681 году заключить с ними мир и обязался платить ежегодную дань. Заключение договора означало признание Византией болгарского государства во главе с ханом Аспарухом. По сообщению византийского историка Феофана Исповедника, протоболгары покорили Союз семи славянских племён и северян и поселили их на восток, а остальных славян, обложив данью, поселили к югу и к западу. В «Лексиконе» византийского историка Иоанна Зонары XII века Болгарское государство называлось «Славиния Болгария». Это государство в самом начале своего существования располагалось между Железными воротами на западе и Чёрным морем на востоке, и горами Стара-Планина на юге и левобережьем Дуная на севере (скорее всего до Карпат и Днестра). В 705 году Византия уступила болгарам область «Загорию» (ныне Старозагорский, Чирпанский и Ямбольский районы). Археологические данные свидетельствуют о расселении протоболгар преимущественно в Добрудже. Столица их государства, возникшая как укреплённый аул, разместилась на месте славянской Плиски. Славяне, признав власть протоболгар, стали принимать участие в военных походах протоболгар в качестве пехоты. Взимаемая со славян и протоболгар дань (в основном продукты земледелия и скотоводства) сбывалась протоболгарской знатью в Византию в обмен на предметы роскоши. В IX веке протоболгары ещё сохраняли кочевой и полукочевой быт. Со временем они перешли к пастушеству и оседлому образу жизни, и слились со славянским этническим большинством.

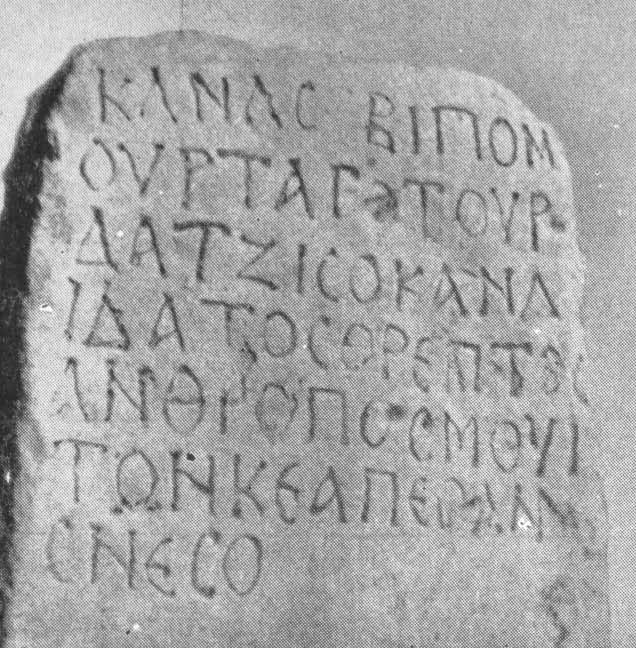
Надпись Омуртага на греческом языке

При хане Омуртаге, гонителе христиан, разделение Болгарии на протоболгарское ядро и славинии было заменено на комитаты. Он отстроил разрушенную византийцами Плиску. Сыновья хана Звиница и Енравота носили славянские имена. После уничтожения Аварского каганата в первой половине IX века территории Восточной Венгрии, Средней и Восточной Словакии, Подкарпатской Руси вошли в состав Болгарского государства. Хан Пресиан (ум. 852) присоединил территории Средней и Южной Македонии, на которых проживали славянские племена драгувитов, берзитов, а также стримонцев. Эти племена вместе с населением Драгувитии, Берзитии, безымянных Славиний в Северной Фракии, а также племенами смолен и тимочан (к первой половине IX века) приняли участие в этногенезе болгарской народности. При Пресиане с 839 по 842 год произошло первое сражение в череде болгаро-сербских войн, закончившееся победой сербского князя Властимира. Титул болгарских правителей звучал как «хан сюбиги» (в значении «вождь войска»). Представители высшей протоболгарской знати назывались «боиладами/болиадами», «боилами» (или «болярами» — более поздним термином), остальные — «багаинами». По приказу хана Крума были составлены первые законы. В начале VIII века на основе норм обычного права сложился «Земледельческий закон». В IX веке, уже после принятия христианства, появился «Закон судный людем». Сведения о рабах, занятых в земледелии или в ремёслах, в конце VII — первой половине IX века почти отсутствуют.
Концом VIII — серединой IX века датируется начало колонизации нижнедунайских земель земледельцами балкано-дунайской культуры (Дриду).

#### Принятие христианства и «золотой век»

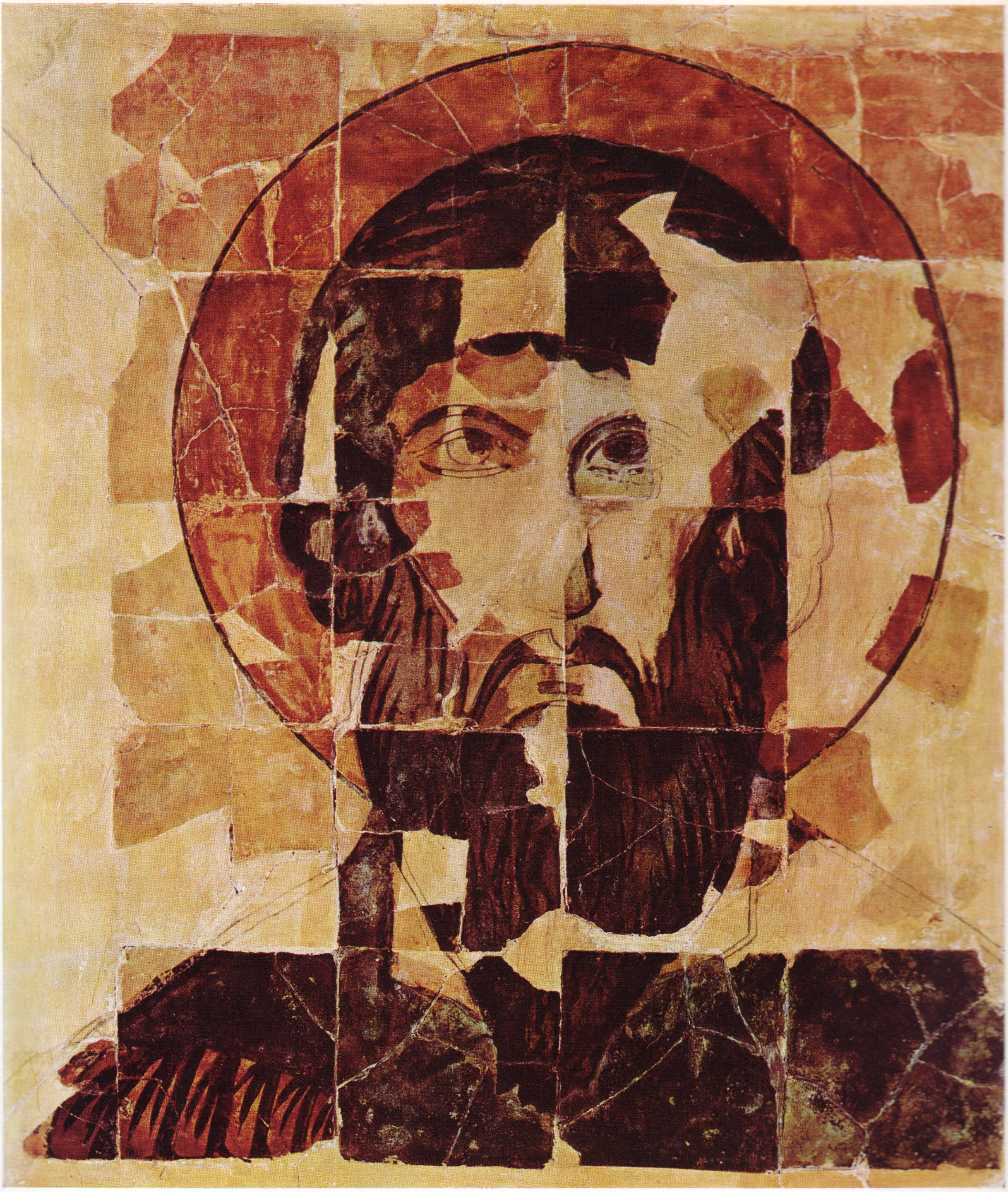
Керамическая икона Феодора Стратилата,
X век

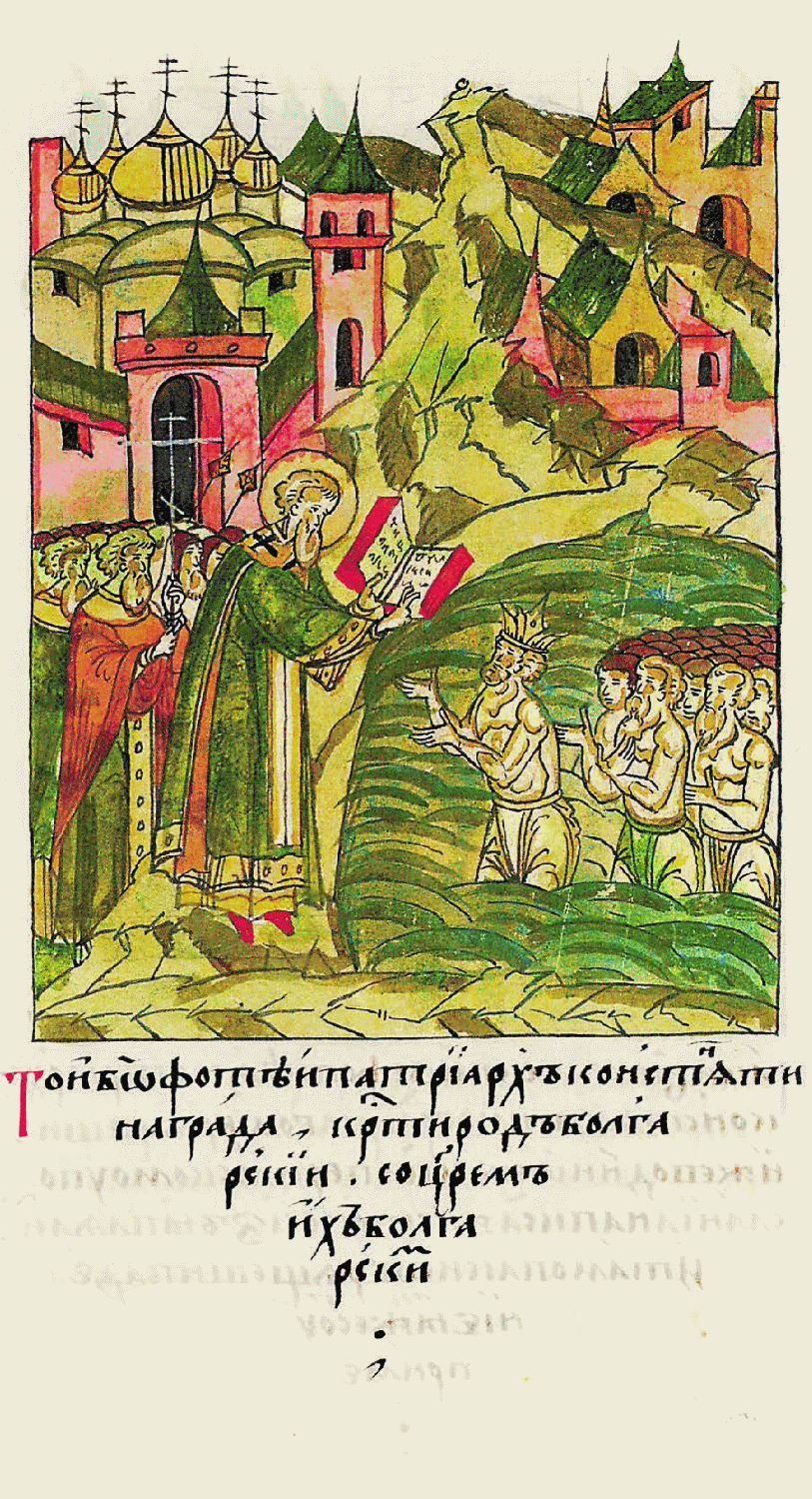
Крещение болгар, Лицевой летописный свод, середина XVI века

В 863 году с вторжением византийского войска Борис I (ум. 889) вынужден был заключить мир, по которому он сохранял Загору, отказывался от черноморских городов и обязывался принять христианство. В 864 году началось крещение болгар. В 865 году произошёл мятеж знати (преимущественно протоболгарского происхождения) с целью свергнуть Бориса и вернуться к тюркской религии. Мятеж закончился победой Бориса и истреблением 52 знатных семей, участвовавших в мятеже. Болгарская церковь была устроена как архиепископия. На церковном соборе Византии в 879—880 годах болгарской церкви, в условиях борьбы между Византией и папством за церковное подчинение Болгарии, была предоставлена автокефалия. Резиденция болгарского архиепископа разместилась в Плиске. Церковными священнослужителями в то время были в основном византийцы, литургия совершалась на греческом языке. В конце IX века в Болгарию прибыли ученики Кирилла и Мефодия, изгнанные из Великой Моравии. Ими были основаны культурно-просветительные центры Болгарии — Охридская и Преславская книжные школы. Под влиянием греческой письменности, которая употреблялась в Болгарии до начала X века, славянская азбука сблизилась с начертанием греческих букв, результатом чего стало появление новой славянской письменности — кириллицы. Древнейший памятник кириллицы — надпись Самуила, которая относится к 993 году. В 893 году ученик «солунских братьев» Климент Охридский стал первым славянским епископом в областях Великая и Драгувития. После этого началась замена священнослужителей-греков болгарами и введение в богослужении славянского языка. Церковь способствовала укреплению государственной власти. Так, болгарский книжник первой половины X века Козьма Пресвитер утверждал, что «цари и боляре богом суть учинены». Начиная с Бориса всё население, подвластное болгарским царям, не зависимо от этнической принадлежности называлось «болгарами», куда входили и греки, и армяне, и албанцы и влахи.

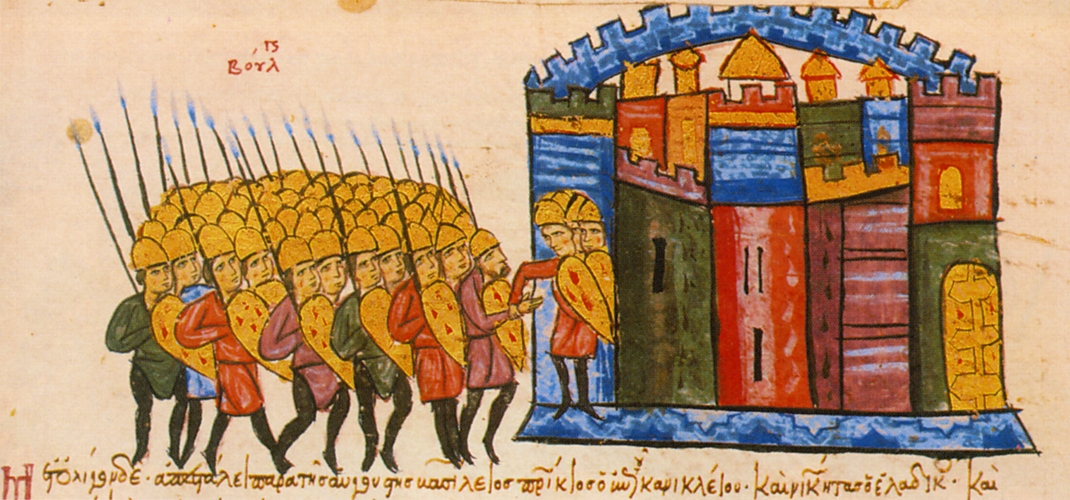
Взятие болгарами Адрианополя (914).
Миниатюра (XI—XII)

В 870 году болгарские войска предприняли поход на сербские земли, однако потерпели поражение. С немцами, боровшимися против Великой Моравии, Бориса и связывали союзнические отношения. Его преемник Владимир-Расате в 893 году заключил с Германским королевством договор против Великой Моравии. В том же году Владимир-Расате предпринял попытку вернуться к язычеству: начались гонения на христиан, разорения церквей. Вскоре по приказу своего отца, прежде ушедшего в монашество, Владимир-Расате был ослеплён и отправлен в тюрьму. На последнем в средневековой Болгарии «народном собрании» Борис объявил о переносе столицы из Плиски в Пресла́в (основан на рубеже VII—VIII веков и превращён при Омуртаге в крупную крепость), и провозгласил новым князем своего третьего сына Симеона (правл. 893—927), находившегося в монашестве. Симеон прожил в Византии около 10 лет, получил образование в Магнаврской школе. За высокую образованность современники называли его «полугреком». В 894 году Византия отменила льготы для болгарских купцов в Константинополе. В ответ на это Симеон начал войну с Византией, которая, заручившись поддержкой венгров, разгромила болгар. Заключив с византийцами мир, Симеон при поддержке печенегов ударил по венграм. Последние в 896 году ушли в Паннонию, где в 906 году разгромили Великую Моравию. В 907 году по землям Болгарии прошло войско русского князя Олега, организовавшего поход на Царьград. В 897 году Симеон возобновил наступление на византийские земли, которое с периодичностью продолжалось до самой смерти правителя.

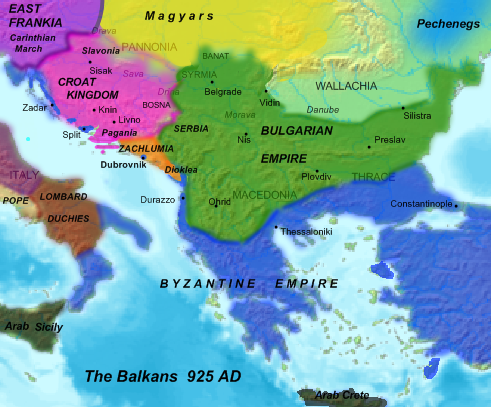
Болгария в IX—X веках

В 913 году Симеон, домогавшийся власти византийского императора, получил от византийцев титул «василевса болгар». Однако, трон в Константинополе занял армянин Роман Лакапин. Вероятно, в начале 920-х годов Симеон стал величать себя «императором (болгар и) ромеев». В 924 году Симеон присоединил к Болгарии сербские земли. В 927 году болгары потерпели поражение в битве с хорватами, действовавшими в союзе с византийцами. В том же году Симеон скоропостижно умер. Время правления Симеона совпало с расцветом болгарской литературы. На славянский язык, ставший в Болгарии официальным для церкви и государства, были переведены важнейшие памятники церковного значения. Возникла оригинальная литература: «Сказание о буквах» Черноризца Храбра, «Азбучная молитва» Константина Преславского. Во второй половине IX — начале X века завершилось формирование болгарской раннефеодальной народности. Введение единой религии и литературного языка способствовало исчезновению культурных различий между протоболгарами и славянами. «Болгары» как единая этническая общность («язык») всей страны впервые упоминаются в «Сказании о железном кресте» конца IX века. Следы же протоболгар сохранялись аж до XI века. Земельная собственность в Болгарии VII—IX веков имела сходства с соседней Византией: частное землевладение находилось в руках крестьянства или феодалов, общинное — в собственности крестьянских общин («свободники» и «простые люди»), остальная земля принадлежала монарху. Новые завоёванные земли попадали в собственность главы государства, который мог пожаловать их феодалам. К IX—X векам относится завоевание Болгарией прежде византийских городов: Средца, Пловдива, Скопья, Одесса, Охрида и других.

#### Упадок и византийское завоевание

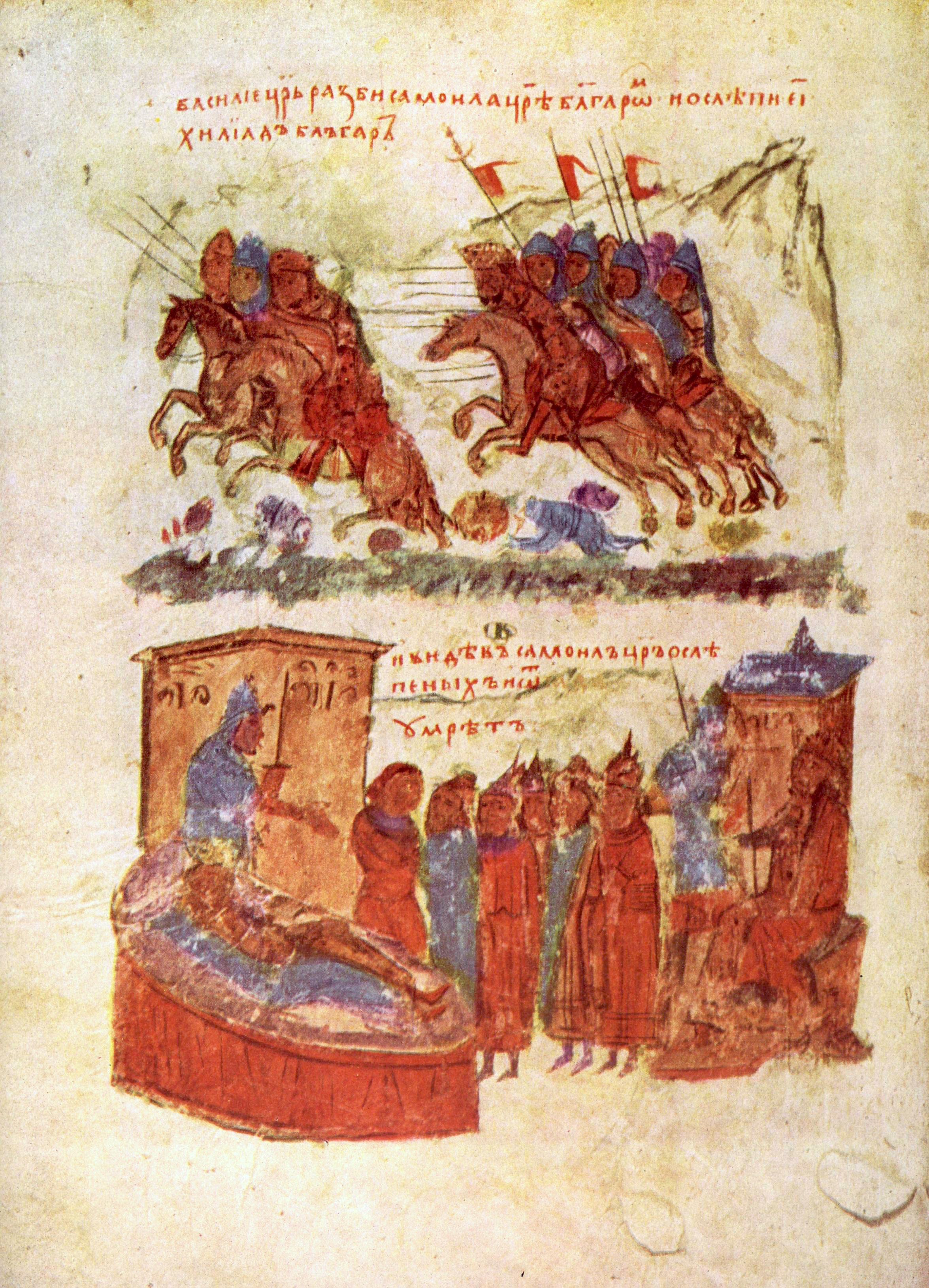
Поражение Самуила и ослепление его воинов.
Миниатюра (1345)

Сын Симеона Пётр в Константинополе заключил мир с Византией на 30 лет, породнившись с императором Романом I. Византия признала за Петром титул «василевса болгар». Болгарская церковь стала возглавляться патриархом, резиденция которого, по условиям Византии, должна была разместиться в Дристе. Византия согласилась продолжить выплату Болгарии ежегодной дани. После появления в Константинополе в 928 году «запасного» кандидата на болгарский престол, Византия начала политику удушения соседнего государства для восстановления собственной власти над Балканами. В это время бежавший из Болгарии сербский князь Часлав провозгласил независимость Сербии от Болгарии. В 934 году венгры прошли через болгарские земли до стен Константинополя. Нападения венгров на Болгарию происходили до конца 960-х годов. В 944 году Болгария подверглась разорению со стороны печенегов, пришедших на Дунай во время русского похода на Царьград. Приблизительно в середине X века в стране распространилась ересь богомилов, основанная болгарским «попом Богомилом». Особенно богомилы ненавидели государство и официальную церковь, которые, как они считали, были созданы «князем тьмы».
В 968 году русский князь Святослав разбил болгарское войско, и объявил города на Дунае своими владениями. В 969 году он занял Преслав. При этом, Святослав не изъявлял желания завоёвывать Болгарию. Его резиденцией стал Переяславец (или Малый Преслав) недалеко от устья Дуная. В 970 году Святослав разгромил Фракию вместе с Пловдивом, и двинулся на Константинополь. Его война с византийцами окончилась в 971 году победой последних.
70-ми годами X века датируется завершение деятельности центров художественной металлообработки в окрестностях Преслава (Златар, Надарево, Новосел).
После наступления византийцев в 972 году Болгария начала терять свои территории. После захвата разрушенного и сожжённого Преслава император Иоанн Цимисхий переименовал болгарскую столицу в Иоаннополь, Борис II был увезён в Константинополь и публично лишён регалий. В 976 году борьбу против Византии возглавили братья-«комитопулы» с ветхозаветными именами, управлявшие западными комитатами Болгарии. Изгнав завоевателей из Северо-Восточной Болгарии, они восстановили болгарское государство со столицей в Охриде.
После смерти трёх братьев власть в Болгарии перешла к четвёртому брату — Самуилу, который в 997 году провозгласил себя царём. В 998 году он присоединил к Болгарскому царству Сербию. В самом конце X века болгары стали терпеть поражения от византийцев, которые теперь ежегодно опустошали Болгарию. Около 1000 года Василий II и венгерский король Иштван I стали союзниками и начали наступление на Болгарию с двух сторон. К 1001 году византийское войско заняло забалканскую Болгарию с Видином. В 1014 году византийцы захватили в плен 14 тысяч болгарских воинов, которые по приказу Василия II Болгаробойцы были ослеплены. Когда Самуил увидел войско слепцов, он скоропостижно умер. Во время осады Диррахия в 1018 году болгарский правитель Иван Владислав был убит. Василий II с триумфом въехал в столицу завоёванной страны — Охрид, и приказал сравнять городские стены с землёй. После победы над болгарами венгры и византийцы разделили между собой почти все захваченные земли: венгры заняли территории к северо-западу от Карпат, а византийцы — к югу от Дуная. Северо-восточные земли за Дунаем остались за печенегами. Наиболее именитых боляр Василий II переселил в Византию, в основном в Малую Азию. Большая же часть болгарской знати осталась на родине, сохранив своё положение и имущество.

### Византийское владычество

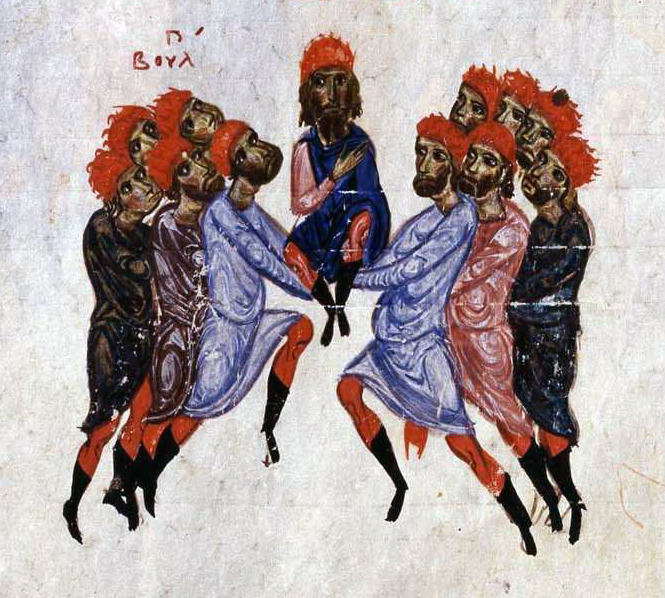
Провозглашение Деляна царём болгар.
Миниатюра (XI—XII)

В Византии вместо прежнего названия «Болгария» в документах и обиходе были введены новые названия — Мизия или Загорье. Болгарская церковь была подчинена Константинопольской церкви. На раньше всех завоёванной Северо-Восточной Болгарии была создана фема Паристрион (то есть Подунавье) или «Поистрийские города». В отдельную фему была выделена Сирмия. В особую административную единицу был выделен Диррахий (Дуррес) с пригородом. Другая часть земель вошла в провинцию (фему) под названием Болгария (юг современной Сербии с прилегающими районами). Северо-Восточная Болгария в конце XI—XII века была заселена кочевыми печенегами и половцами, враждебными по отношению к Византии. Болгарские земли передавались духовенству, крестьянам, переселившимся из других уголков Византийской империи, а также бывшим кочевникам, оказавшимся в плену. К концу XI века возросли владения византийской знати. Часть юго-западных болгарских земель передавалась императорами в пронии. Бывшие болгарские земли Средней и Южной Македонии в XII веке остались во владениях византийских императоров. Местная болгарская знать частично сохранила свои владения. Основу зависимого населения XI—XII веков составляли парики, которые пользовались личной свободой. Уплата налогов деньгами вынуждала крестьян продавать продукты на рынке. Горнорудное дело и ремёсла переживали подъём. С конца XII века крупным торговым центром стал город Тырнов. В 1037 году архиепископом Болгарии был назначен грек по имени Лев. Постепенно утверждалось богослужение на греческом языке.

Фемы Паристрион, Диррахий, Болгария, Сирмия, Македония, Фракия, Стримон в 1045 году

В 1040 году произошло восстание против византийского владычества — на Мораве под предводительством Петра Деляна и в районе Диррахия во главе с Тихомиром. Восстание, охватившее территорию от Дуная на севере до Средней Греции на юге, в 1041 году было подавлено с помощью варягов, отозванных из Сицилии.
В ходе восстания 1072 года восставшие пригласили на болгарский престол сербского княжича Константина Бодина, который, прибыв в Болгарию, был провозглашён царём под именем Пётр. В 1073 году при участии наёмных войск немцев и франков восстание было подавлено. Последующие восстания XII века происходили в северо-восточных и срединных землях Болгарии. Развитие болгарской культуры в условиях иноземного владычества замедлилось. Очагами культуры оставались лишь старые монастыри (Рильский, Вирпинский, Св. Наума на Охридском озере, Св. Климента на озере Преспа). Немногочисленная оригинальная литература того времени в этот период воспевала прежние времена существования Болгарского царства.

### Второе Болгарское царство

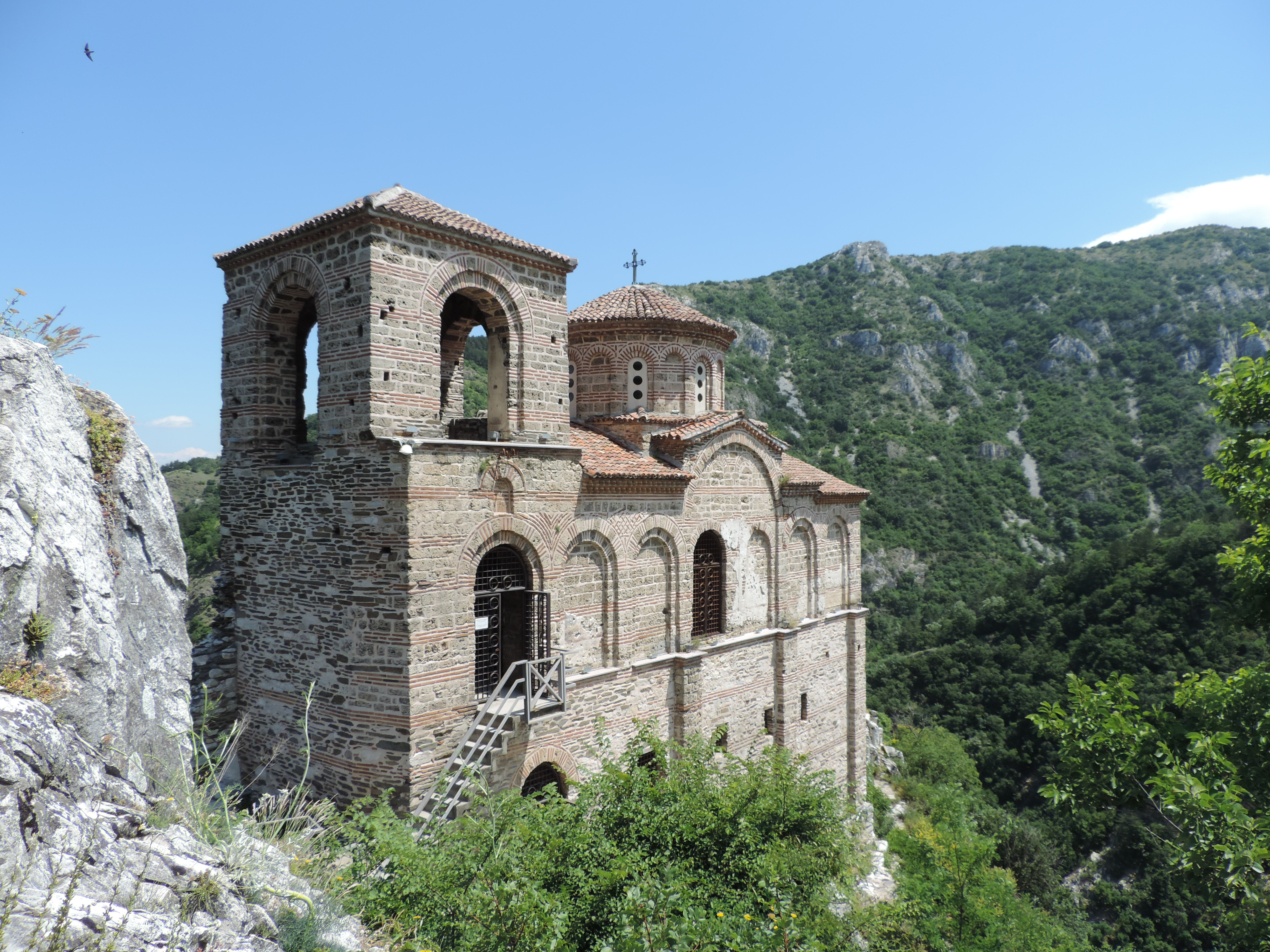
Церковь Богородицы Асеновой крепости XIII века

В 1186 году братья-боляре Фёдор и Асень подняли восстание в Северо-Восточной Болгарии, которое привело к изгнанию византийцев. Центром приготовления к восстанию был Тырнов (предположительно, родовое имение Асеней). Вероятно, тогда же Фёдор под именем Петра провозгласил себя царём. Вскоре власть перешла к брату Петра — Асеню, провозглашённого царём. В конце XII века через болгарские земли прошло войско Третьего крестового похода. В 1190 году византийцы дошли до Тырнова, осадили город, но потерпели поражение. С заменой византийской знати на болгарскую сложившиеся феодальные порядки остались не тронутыми. Вассально-ленная система в Болгарии не сложилась. Болгарские боляре в зависимости от положения назывались «великими» и «малыми». Однако и те и другие подчинялись только царю. Усилилась личная зависимость париков, которые продолжали выплачивать часть налогов в денежной форме. Тогда же в положение крепостных, видимо, попали пастухи-влахи и отроки. Крупными торгово-ремесленными центрами стали города Тырнов, Средец, Боруй, Видин, Анхиал, Червен, Несебр, Карвана, Созополь, Силистра и другие. Цари Болгарского царства впервые начали чеканить монету. Купцам из Дубровника, Генуи и Венеции в Болгарии было предоставлено право беспошлинной торговли. Колония дубровчан обосновалась в Видине, колония генуэзцев и венецианцев — в Варне.
Государство теперь делилось не на комитаты, а на хоры (то есть земли). В первой половине XIII века насчитывалось около десяти хор, во главе которых стояли ду́ки. В подчинении последних находился комендант гарнизона и градоначальник. Хоры были разделены на катепани́кии. В деревнях-общинах стояли примикю́ры и старосты-кметы, осуществлявшие функцию сбора налогов. Окончательно сложился византийский по происхождению титул болгарских правителей «царь и самодержец болгар». Большое значение получил болярский совет, действовавший при царе. Высшие чиновники назывались по-гречески: высшей гражданской должностью являлся великий логофет, финансами заведовал протовестиарий, снабжением войска занимался протостратор. Среди почётных титулов, дарованных царём своим подданным, были севастократор и деспот. Церковь по образцу Византии находилась в подчинении государства: окончательный выбор главы церкви осуществлялся царём. До 1204 года главой церкви был архиепископ Тырнова, с 1204 года им стал примас, с 1235 года — патриарх.

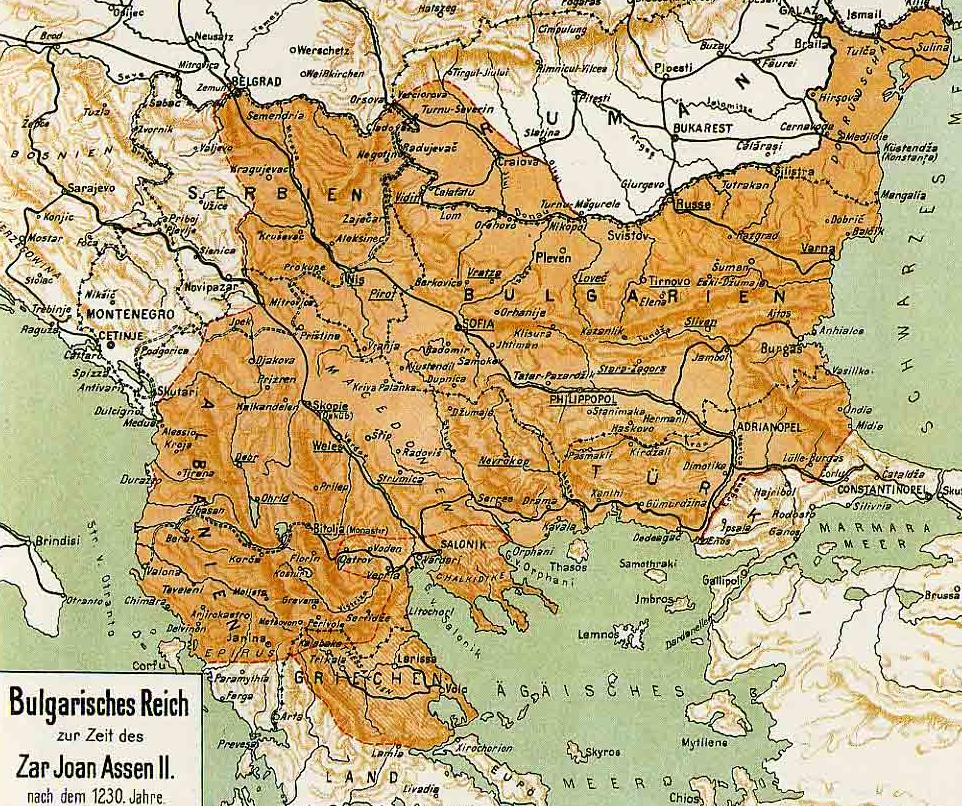
Болгария при Иване Асене II

В 1190-е годы Асень занял Средец, земли в верхнем и среднем течении реки Струмы, Видин, Ниш, Белград. В результате внутриполитической борьбы Асень, а затем и его брат Пётр были убиты. Новым царём стал их младший брат Иван, вошедший в историю под грецизированным именем Калоян. В 1199 году совместно с половцами Калоян начал войну против Византии. В 1204 году Калоян, заключив унию с католической церковью, получил от папы титул короля, не отказавшись при этом от титула царя. Это позволило Калояну удержать Белград, Браничев и Ниш от захвата венграми. Болгарская церковь сохранила восточный обряд и богослужение на славянском языке. В том же году Византия пала под натиском крестоносцев. Завоеватели заявили о «незаконности» прав Калояна на Болгарию как земли бывшей Византии. В 1205 году между болгаро-половецким войском и крестоносцами произошла битва под Адрианополем, закончившаяся поражением последних. Калоян был предан папой анафеме. В 1207 году он был убит. При Иване Асене II (правл. 1218—1241) Болгарское царство временно превратилось в гегемона на Балканах. Он расширил территорию Болгарии, почти бескровно подчинив себе Западную Фракию, Македонию, Западный Эпир и Северную Фессалию. С соседней Сербией Асень сохранял дружеские отношения. На одной из колонн в тырновской церкви Сорока мучеников царь приказал выбить слова: «В лето 6738 (1230)… я, Иван Асень, во Христе боге верный царь и самодержец болгар… в двенадцатый год своего царствования разбил греческие войска, а самого царя, господина Феодора Комнина, взял в плен со всеми его болярами. И взял всю его землю…».

#### Упадок и турецкое завоевание

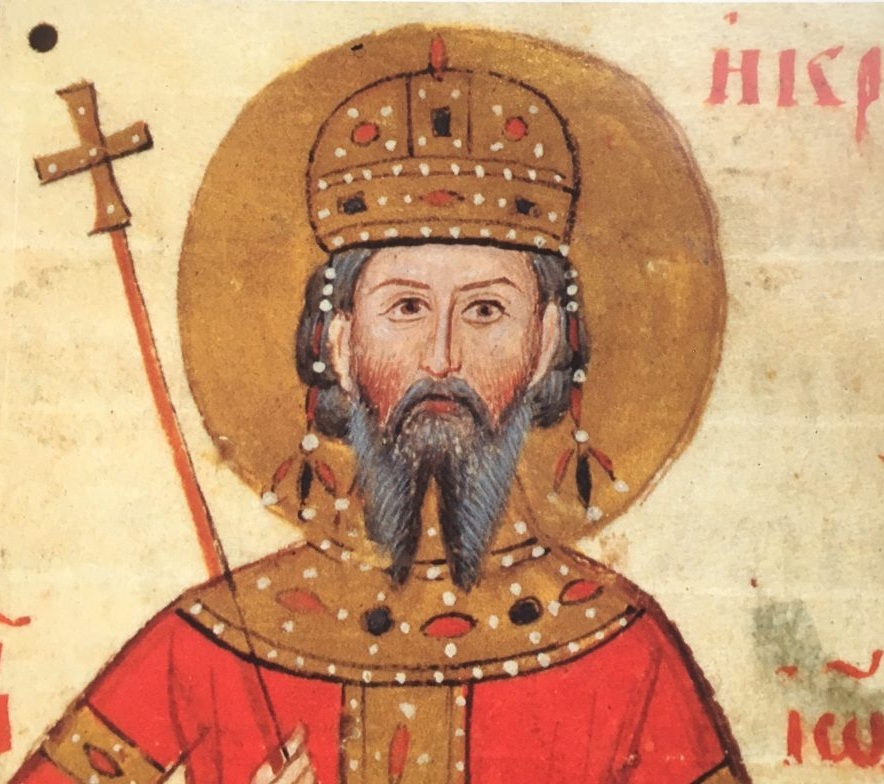
Иван Александр из Четвероевангелия

В 1242 году Болгария подверглась разорению монголо-татарами, превратившись в их данника. После этого события в стране более чем на полвека развернулись междоусобные войны, во время которых в Болгарии поменялось восемь правителей. В это время Болгария стала уступать своим соседям в военном превосходстве на Балканах. Войны с Венгрией, Никейской империей и Эпирским царством привели к потере страной территорий в Южной и Средней Македонии, Родопской области, городов Скопье, Охрид, Белград, Ниш и других. В результате сербской экспансии в конце XIII века Болгария навсегда потеряла Македонию. В союзе с Никеей болгары вели действия против Латинской империи. Традиционный союз с Сербией сменился борьбой. Война с восстановленной Византией в 1262—1263 годах повлекла потерю Месимврии. В 1273 году по инициативе императора Михаила VIII начались систематические вторжения в Болгарию монголо-татар. В 1277 году в Добрудже во главе со свинопасом Ивайлой вспыхнуло крестьянское восстание. Вскоре восстание охватило значительную часть Болгарии. Ивайлу удалось разбить полчища монголо-татар и оттеснить их за Дунай. В 1277 году Ивайло одержал победу над войском болгарского царя Константина Тиха, погибшего в бою. В 1278 году вождь крестьян короновался в Тырнове царём. Ему пришлось вести войны с монголо-татарами и византийцами. На пиру по приказу золотоордынского полководца Ногая Ивайло был убит. В 1285 году Болгария пережила жестокое нашествие монголо-татар. В 1291 году сербские войска навсегда лишили болгар Браничевской области. При Феодоре Святославе (правл. 1300—1321) Болгария освободилась от зависимости монголо-татар. В 1330 году болгарское войско под Велбуждом было разбито сербами при участии Стефана Душана. Женившись в 1331 году на сестре нового болгарского царя Ивана Александра, Душану за счёт византийских и болгарских земель на короткое время удалось создать Сербо-греческое царство. В 1352 году турки опустошили южноболгарские земли. В 1364 году Болгария и Византия в последний раз столкнулись друг с другом, попытка византийцев овладеть Анхиалом и Несебром закончилась победой болгар.

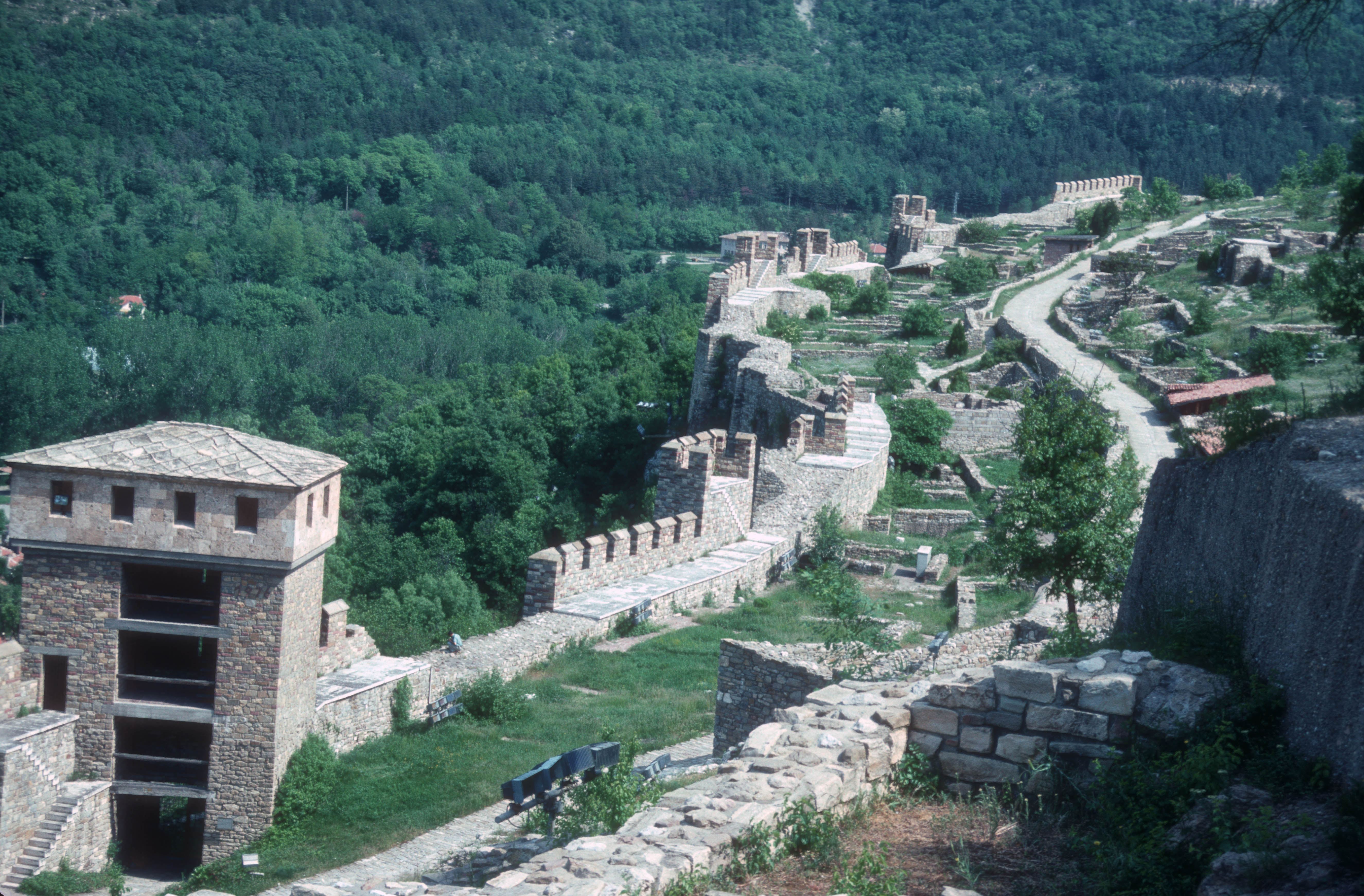
Тырнов — «Новый Царьград», разрушенный турками в 1393 году

Вторая половина XIV века Болгарии и Византии прошла под знаком исихазма. Первыми болгарскими исихастами были Иларион, Феодосий Тырновский, Ромил Бдинский. Процесс феодальной раздробленности усиливался благодаря расширению привилегий, предоставляемых феодалам царём. Этот процесс ослабил военный потенциал страны, и совпал с наступлением турок. Предоставление родственникам царя удельного владения привело к появлению Видинского царства. Количество налогов в течение XIV века непрерывно росло. Сын Ивана Александра, последний тырновский царь Иван Шишма́н занял трон в 1371 году, когда состоялась первое крупное сражение южных славян с турками — битвы при Черномене, в которой сербско-македонские войска потерпели поражение. В период его правления страна оставалась раздробленной: Видинское царство и Добруджанское княжество, отделившееся от Болгарии в середине XIV века, проводили самостоятельную политику. С наступлением турок к 1373 году Болгария потеряла все владения к югу от Стара-Планины. Иван Шишман был вынужден признать себя вассалом османского султана. В 1380 году турки осадили Софию, которая через два года пала. После нашествия 30-тысячного войска турок Тырновское царство сузилось до столичной округи. После того, как султан узнал о переговорах Ивана Шишмана о союзе с венграми, Тырнов в 1393 году был осаждён турецкой армией. Оставшиеся в живых жители столицы были уведены в рабство или переселены в Малую Азию. Тырнов был заселён турками. Последний тырновский патриарх Евфимий был сослан. Иван Шишман, находившийся в Никополе, был схвачен в плен и в 1395 году обезглавлен. Вслед за Тырновским царством пало Добруджанское княжество со столицей Калиакрой, а позднее и Видинское царство. Завоевание сопровождалось разорением страны, пленением и рабством, гибелью десятков тысяч болгар.

## Турецкое владычество

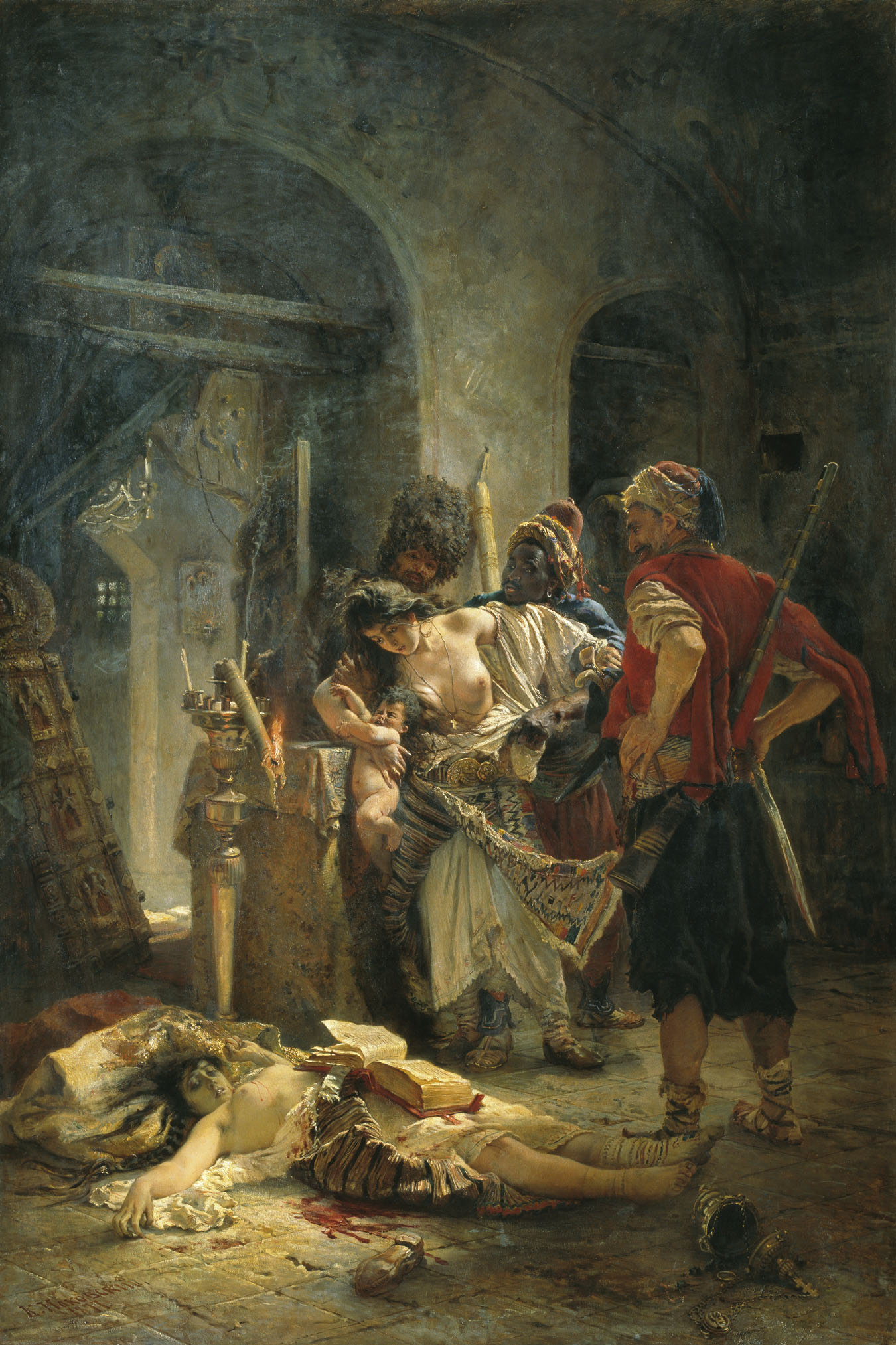
«Болгарские мученицы»
худ. К. Маковский (1877)

После временного ослабления Османской империи в начале XV века произошло несколько крупных антитурецких выступлений болгар, в том числе при участии тырновского царевича Фружина и видинского Константина. В церковном отношении болгарские земли оказались разделены. В 1416 году Тырновская патриархия лишилась автокефалии, а в 1416—1438 годах превратилась в рядовую митрополию Константинопольской церкви, юрисдикция которой распространялась в основном на центральные и восточные земли болгар. Видинская и Софийская епархии с начала XV века до 1532 года (наряду с Македонией) входили в подчинение Охридской архиепископии. Кюстендильская, Самоковская и Скопская епархии отошли к восстановленной в 1557 году Печской патриархии. Для усиления позиций новой власти на болгарских землях с конца XIV века и почти до конца XVI века практиковалось переселение мусульман (тюркских кочевых племён юруков и татар) из азиатских провинций Османской империи. Юруков в болгарских землях во второй половине XVI века насчитывалось около 135 тысяч человек. В 1443 году польско-венгерские войска во главе с королём Владиславом III и трансильванским воеводой Яношем Хуньяди выступили в поход против турок. Для усиления турецкого элемента районы Софии, Ниша и Пирота были заселены турками из Фракии. После возобновления военных действий в 1444 году польско-венгерское войско потерпело поражение в битве при Варне.
Болгарские, сербские, боснийские и греческие земли вошли в состав бейлербейства (с конца XVI века — эйялета) Румелия (то есть «Романия, Византия»), административным центром которого с XVI века стала София. Бейлербейство подразделялось на санджаки: Софийский, Видинский, Силистринский, Никопольский, Кюстендилский и другие. Санджаки делились на казы. В XVI—XVII веках от Румелии были отделены Узи-эялет (Силистренский, Никопольский и Видинский санджаки), Сербия и Босния. Эялет возглавлял бейлербей (бей беев) — главнокомандующий войсками Румелии.

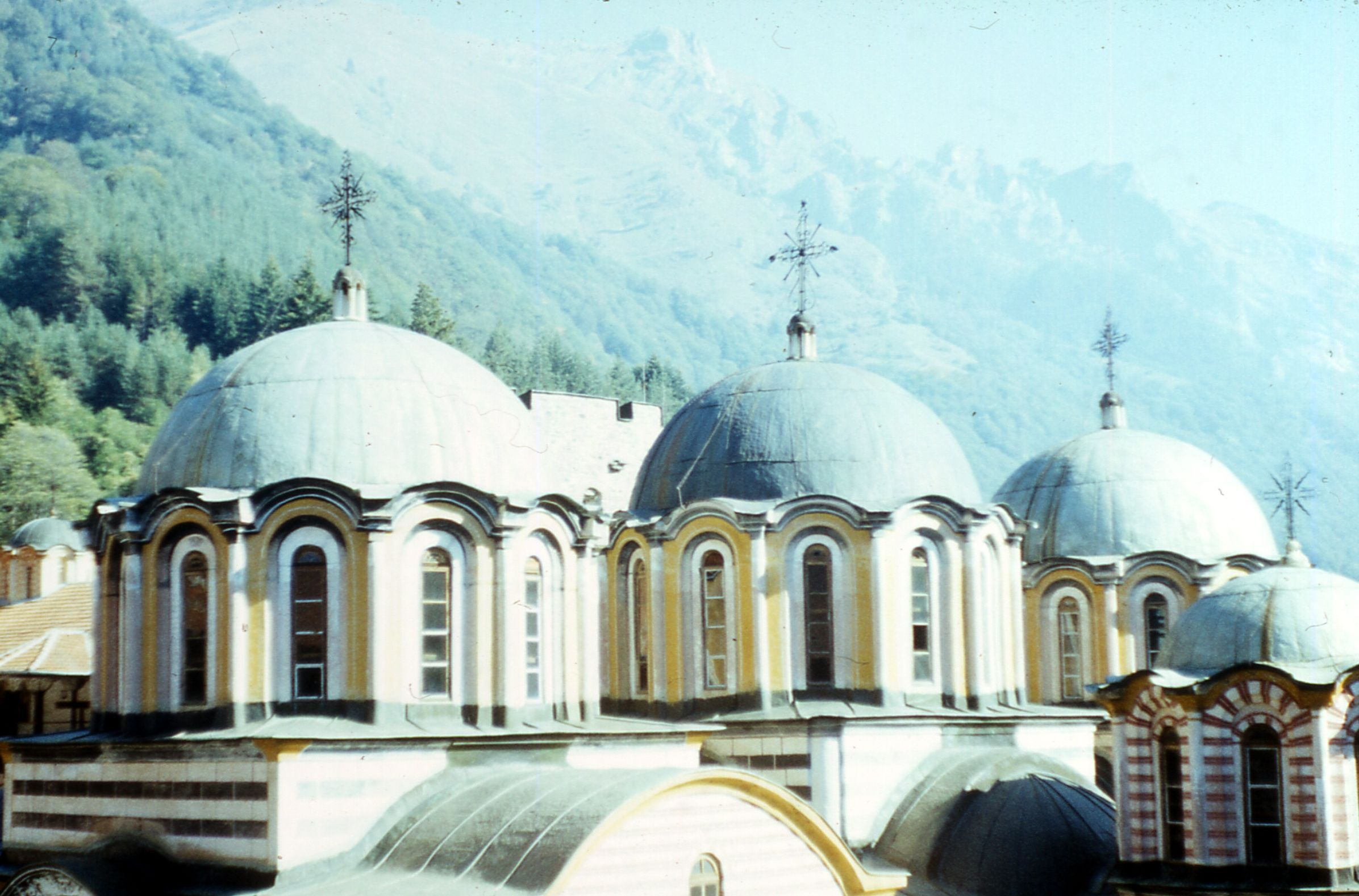
Рильский монастырь — один из центров болгарской культуры во время турецкого ига

Правосудие осуществлялось ка́ди на основе шариата, а также законов султанов Мехмеда II и Сулеймана I. Христиане в Османской империи относились к разряду райя, платили более высокие, по сравнению с мусульманами, налоги, подвергались более жестоким наказаниям, не имели права носить оружие, были ограничены в отправлении богослужения, под страхом расправы должны были проявлять почтение перед любым турком. Отдельной повинностью христиан была «дань кровью», известная с 1395 до 1705 года: самых здоровых мальчиков увозили на воспитание в Азию, где их впоследствии зачисляли в янычары. Завоеватели разрушили и закрыли десятки монастырей и тысячи церквей, многие церкви были переделаны в мечети. В XV—XVI веках происходило вытеснение болгар из городов. В XVI веке резко возросла доля мусульманского населения: в Черноморской области от Силистры до Адрианополя численность мусульман достигала 72 % всего населения, в Беломорской Фракии и в районе Восточных Родоп — 89 %. Кроме турок в городах проживало много евреев, армян и греков. Евреи в конце XVI века проживали прежде всего в Софии (до 15 тысяч жителей), Пловдиве, Никополе и Видине. В XVI—XVII веках вместе с купцами из Дубровника им удалось сосредоточить в своих руках торговлю в регионе. Немецкие рудокопы, с первой половины XIV века проживавшие в болгарских землях, в XV—XVII веках жили компактными общинами в Чипровце, Железне, Кратово и Клисуре. Высшие церковные должности были заняты греками. Основная часть земель была передана в управление спа́хиям, которые имели собственную усадьбу и земельный участок (чи́фтлик). Спахия нёс воинскую службу и взимал с населения налоги. В XVI веке денежные налоги составили 60 % всех поступлений от налогов. В том же веке фактически установилась крепостная зависимость крестьян, стеснённых в праве перехода к другому землевладельцу.
Средневековые укрепления не пограничных городов были уничтожены. В начале XVI века начался подъём экономики городов. Над оружейным делом и добычей серебра и железа была установлена особая опека. Самые известные рудники располагались в районе Софии. В середине XVI века Османская империя погрузилась в упадок, длившийся до второй половины XVIII века. Болгарские крестьяне в Северных Родопах в начале XVII века в массовом порядке переходили в ислам. В том же веке началось массовое бегство крестьян из сельской местности и за границу, продолжавшееся до конца XVIII века. Экономика городов в конце XVI—XVII веках находилась на подъёме. Крупнейшими из них были Пловдив и София. Процветания достигли Видин, Никополь, Силистра, Русе, Варна, Сливен. Возросла доля болгар, проживавших в городах, особенно в Сливене. Внешняя торговля связывала болгарские земли с Трансильванией, Австрией и другими странами Европы. Болгарские купцы торговали в Варне и Видине.

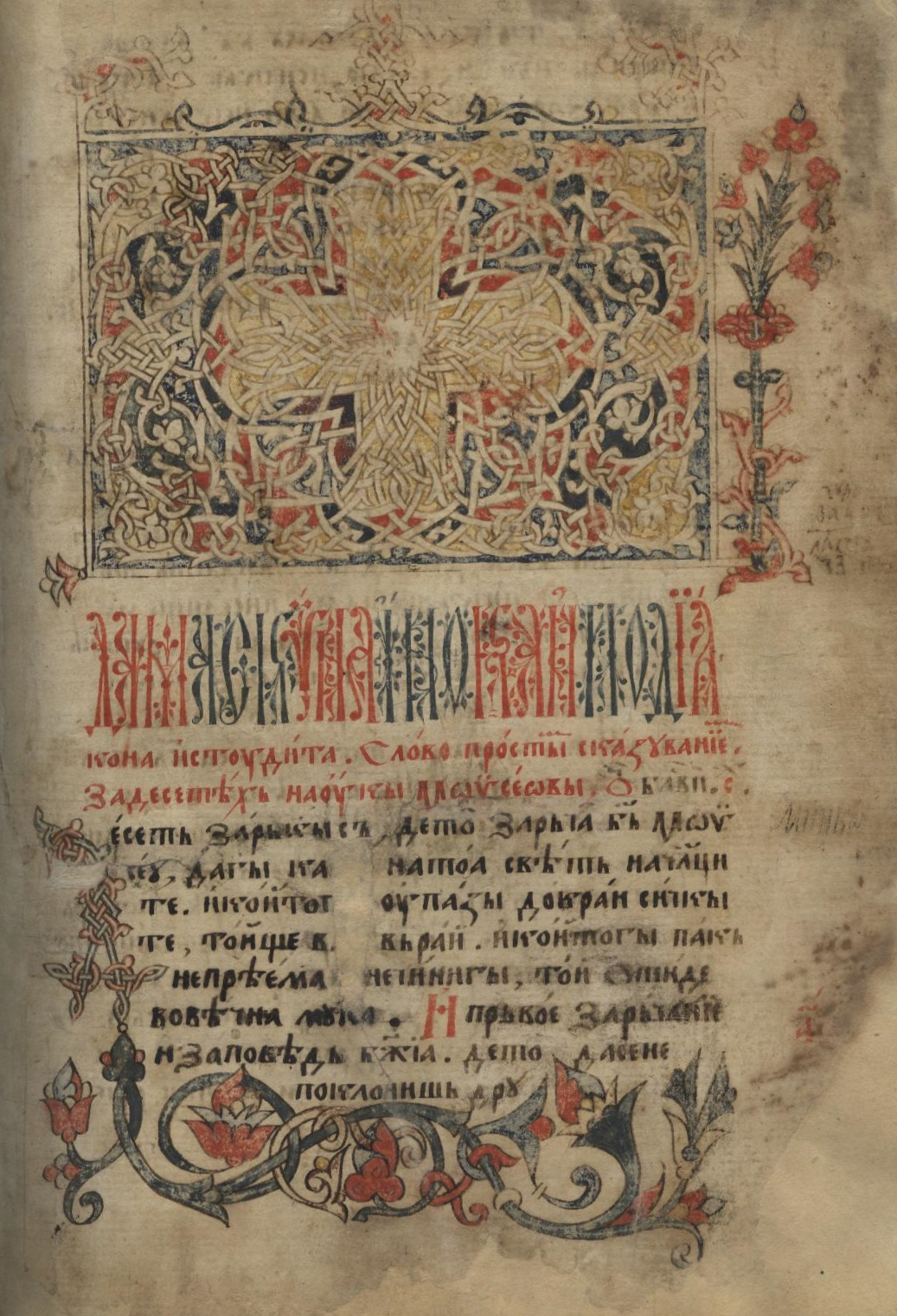
Троянский дамаскин XVII века

На всём протяжении турецкого периода в Болгарии существовали отряды гайдуков, нападавшие на турок. В конце XVI века их отряды выросли с нескольких десятков до 600 человек. В 1595 году гайдуки даже захватили Софию. Особенно активны гайдуки были в западных районах Болгарии рядом с горами. Ответные экспедиции турецких карателей заканчивались казнью гайдуков и насильственной исламизацией близлежащих деревень. Во время австро-турецкой войны, начавшейся в 1593 году, по Балканам прокатилась волна восстаний. В ходе Первого Тырновского восстания, вспыхнувшего в 1598 году, Шишман III, якобы потомок династии Шишмановичей, провозгласил себя в Тырнове царём. Преследуя цель завоевать Балканы, Австрия в XVII веке направила миссионеров для обращения болгар в католицизм. В конце XVII века вспыхнуло Второе тырновское восстание во главе с Ростиславом — потомком болгарского царя Ивана Срацимира. Снаряжённая для войны армия разгромила Тырнов, истребив две трети горожан. Раненый Ростислав укрылся в Рильском монастыре, откуда в 1689 году выехал в Москву. В 1688 году произошло Чипровское восстание, после подавления которого началась самая большая волна болгарской эмиграции в Валахию, Трансильванию, Венгрию и Молдову. С турецким игом связано появление в Болгарии легенды о «дядо Иване», который должен освободить христиан от турок.
Болгары Северо-Восточной Болгарии, в Родопах, Северной Фракии, Центральной Македонии приняли ислам и были отуречены. Среди болгар-мусульман язык сохранили лишь помаки. Историческая память болгар сохранялась в фольклоре. Очагами болгарской культуры оставались монастыри, в том числе Рильский, Бачковский в Болгарии и Зограф на Афоне. В Болгарию ввозились типографские книги из России. В болгарской литературе XVII века получили распространение «дамаскины» — сборники нравственного содержания, написанные на народном языке. Архитектура и живопись находились в упадке. Строительство крупных церквей было запрещено.
С концa XVIII до середины XIX веков Болгария оказалась фактически ввергнута в состояние анархии. В это время расправы над мирным, преимущественно безоружным христианским населением безнаказанно чинили группы турецко-мусульманских разбойников и бандитов, в основной своей массе бывших военных Османской империи, которая, в силу своего упадка и постоянных проигрышей в войнах с Российской империей, не могла их больше содержать. Этот период известен как курджалийство.
В период русско-турецких войн конца XVIII — начала XIX века много болгар переселилось в соседнюю Валахию и Молдавию. Богатые купцы переезжали в Одессу, Бухарест, Москву, Вену, Брэилу. Возрастало количество чифтликов. В горной местности получило развитие торговое скотоводство. Во второй четверти XIX века ускорилось экономическое развитие. Болгария становилась главной житницей Османской империи. Торговыми центрами в это время были города Русе, Видин, Свиштин, Пловдив, Пазарджик, Сливен и другие.

### Национальное возрождение

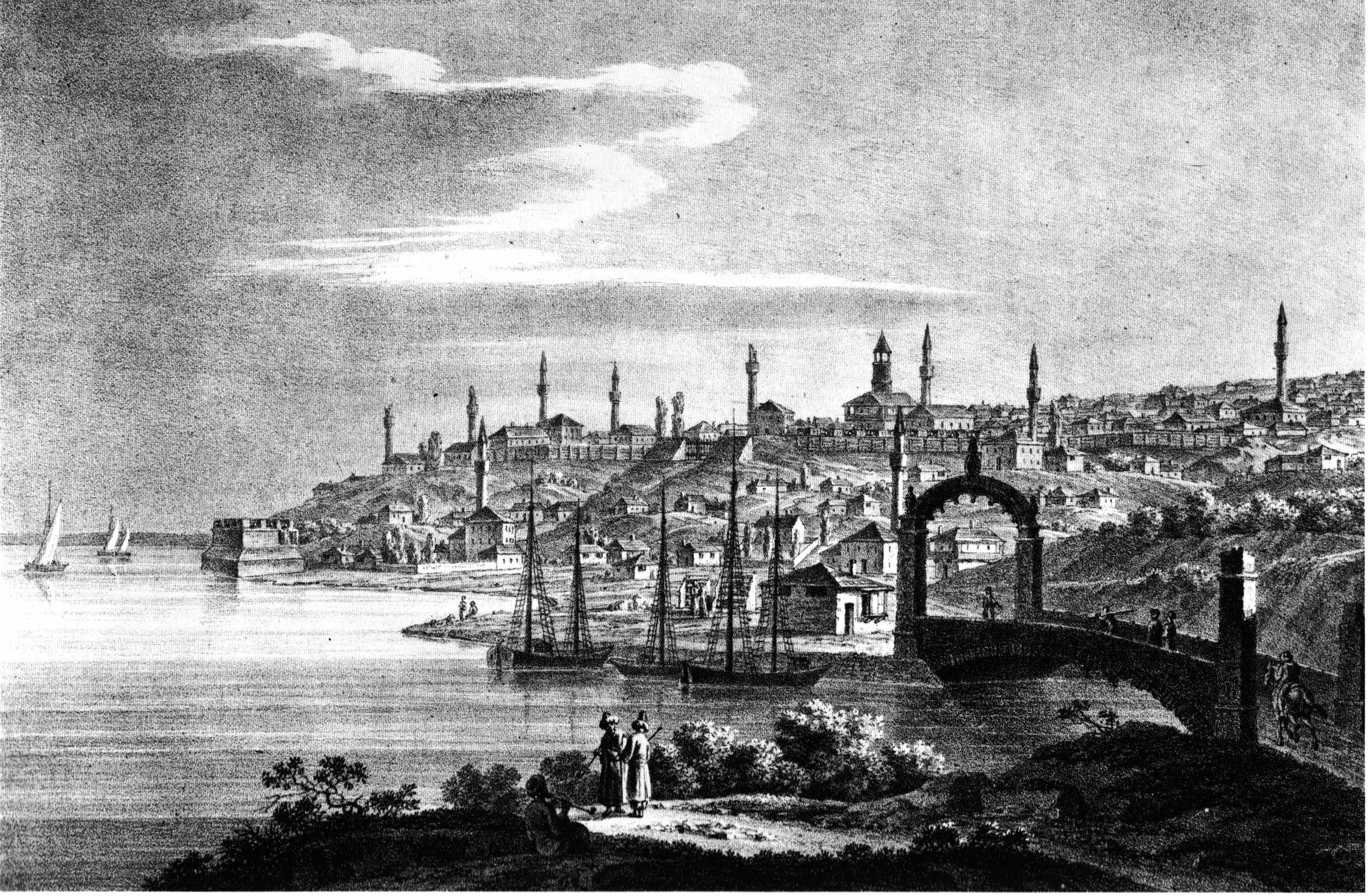
Вид на Русе с минаретами (1824)

С идеей восстановления болгарского государства в Новое время выступил монах Хилендарского монастыря Паисий, в 1762 году написавший «Историю славяно-болгарскую о народе и о царях». Паисий повествовал о героическом прошлом болгар, в междоусобицах видел причину исчезновения болгарского государства, рассказывал о тяжёлом положении своего народа под властью турок и греческой церкви. Книга Паисия в рукописных копиях разошлась по всей Болгарии. Из среды священников и монахов вышли почти все первые «народные будители» Болгарии. По Ясскому мирному договору 1791 года Россия получила право покровительства христианских народов Османской империи. В начале XIX века появились греко-болгарские школы, где преподавали болгарскую грамматику, а также арифметику, естествознание и географию. Позднее возникли и чисто болгарские школы. Много болгар приняло участие в Первом сербском восстании 1804—1814 годов. Во время русско-турецкой войны болгарские добровольцы в 1811 году присоединились к русской армии, сформировав «Болгарское земское войско». Участвовали болгары и в русско-турецкой войне 1828—1829 годов. Множество болгар участвовало в освободительной борьбе греков и греческом восстании 1821 года, в Валашском восстании 1821 года. В 1806 году в Валахии вышла первая болгарская книга Софрония Врачанского «Неделник», содержащая праздничные поучительные истории. Влияние греческой культуры, с ростом числа учащихся в России болгар, постепенно сменялось русским влиянием. Ко второй четверти XIX века относится появление первых стихов на болгарском языке Д. Чинтулова и других поэтов. В 1840-е годы началось издание болгарской периодической печати. В 1850-е годы вышли первые научные работы по истории Первого Болгарского царства историка С. Палаузова. В 1850 году в Северо-Западной Болгарии произошло крестьянское восстание, закончившееся резнёй мирного населения.

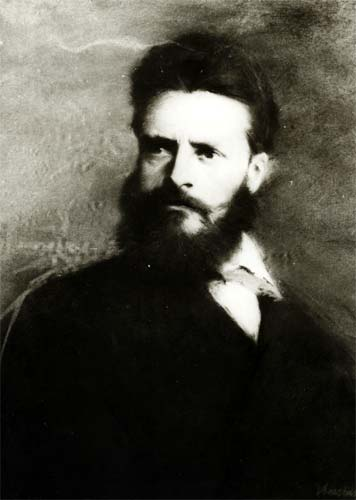
Борец за свободу Христо Ботев

С упразднением в 1834 году спахийской системы большая часть крестьян получила свободу. После проведения аграрных реформ в 1830—1840-е годы и принятия дополнений к ним в 1850—1860-х годах были признаны права крестьян на землю. В городах увеличивалась доля болгарского населения. Торговля сосредоточилась в руках болгар. Новыми очагами культурно-просветительной деятельности во второй половине XIX века стали библиотеки-читальни, называемые читалищами. В 1850—1870-х годах выходило около 100 периодических изданий, крупнейшим из которых была газета «Цариградски вестник», которая издавалась в Стамбуле (1848—1862). Литература, созданная в 1860—1870-х годах писателями Петко Славейковым, Любеном Каравеловым и поэтом Христо Ботевым на восточно-болгарском наречии, способствовала утверждению современного литературного языка. На вторую половину XIX века пришлось творчество художников Николы Павловича и Станислава Доспевского.
В 1869 г. в Бухаресте Любен Каравелов, Христо Ботев и Васил Левский учредили Болгарский революционный центральный комитет.
Во второй половине XIX века усилилось движение за автокефалию болгарской церкви, обострились отношения между болгарами и греческими церковниками. Этим конфликтом воспользовались Австро-Венгрия и Франция, стремившиеся обратить болгар в католицизм с целью ослабления российского влияния на Балканах. Ряд церковных приходов заключили унию с Ватиканом. В 1870 году султан предоставил болгарской церкви самостоятельность. На соборе 1872 года Константинопольская патриархия объявила болгар «схизматиками» и отлучила от церкви.
В 1873 году был казнён видный борец за освобождение Болгарии Васил Левский.
В 1876 году произошло Апрельское восстание, в ходе которого погиб поэт-революционер Христо Ботев. После подавления восстания сельские жители подверглись репрессиям.

### Освобождение Болгарии

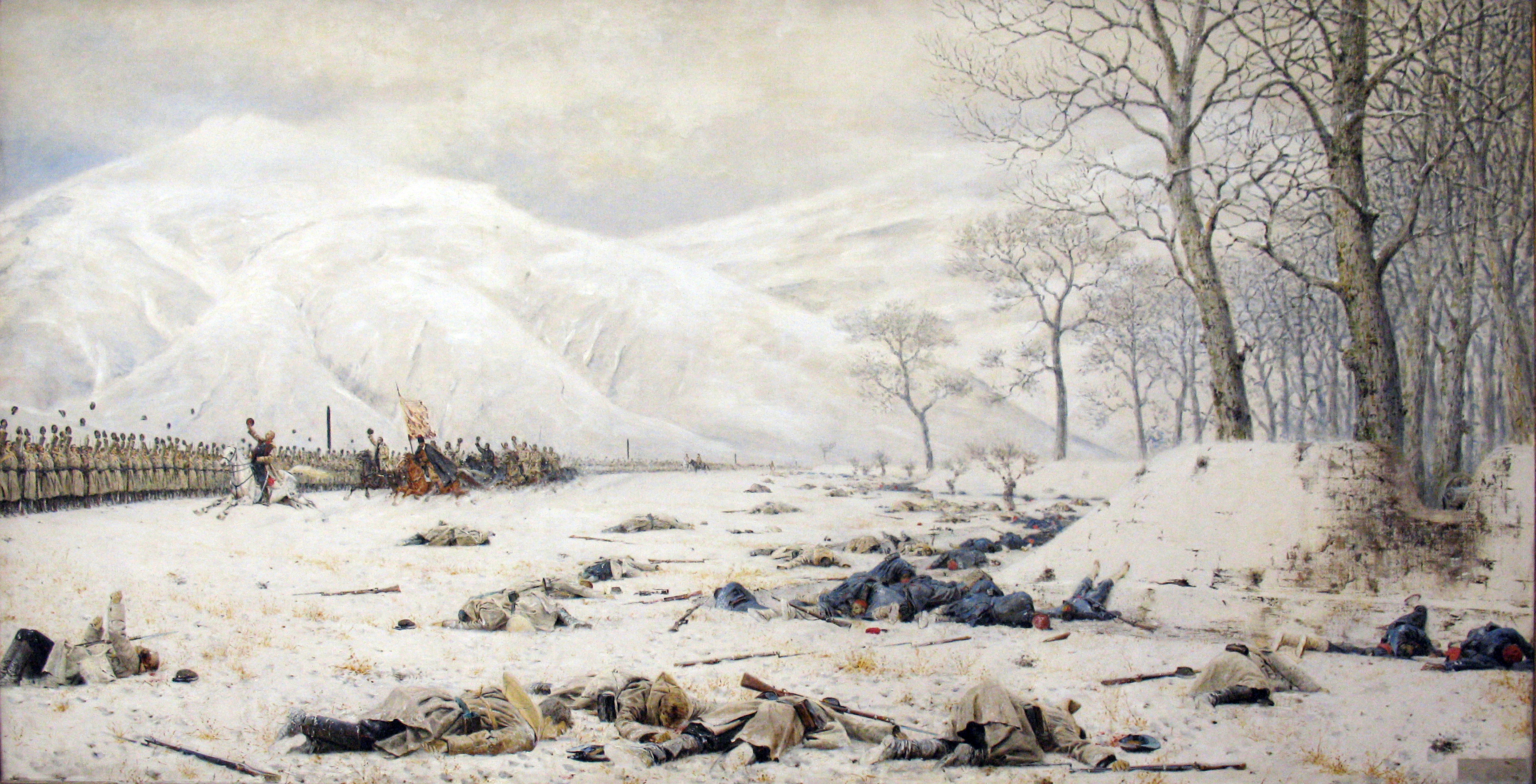
«Скобелев под Шипкой»
художник Василий Васильевич Верещагин (1878)

Для сохранения своего влияния на Балканах Россия 12 (24) апреля 1877 года начала войну против Османской империи. 25 июня (7 июля) русская армия взяла Тырново. 9 (21) августа началась четырёхмесячная оборона Шипки, в которой участвовал небольшой отряд болгарских ополченцев и русских солдат под руководством генерала Н. Столетова. В 1877 году против Турции возобновила военные действия Сербия. 23 декабря 1877 года (4 января 1878 года) русскими войсками была освобождена София. После того, как в сражении у Пловдива 5 (17) января турецкие войска были полностью разбиты, и после освобождения оставшейся Южной Болгарии, 19 (31) января 1878 года во взятом русскими войсками Адрианополе было заключено перемирие. В освобождении Болгарии погибло 67 тысяч русских солдат. 19 февраля (3 марта) под Стамбулом Россия и Турция заключили Сан-Стефанский мир. Согласно договору Болгария становилась вассальным княжеством, с территории которого выводились турецкие войска. В связи с этим усиливалось влияние России на Балканах, поэтому Австро-Венгрия и Англия выступили против заключённого договора, затрагивающего «общеевропейские интересы». Под угрозой войны со стороны Австро-Венгрии и Англии, которая в январе 1878 года ввела флот в Мраморное море, Россия была вынуждена пойти на пересмотр условий Сан-Стефанского договора. 1 (13) июля на Берлинском конгрессе в ущерб России и славянским народам был подписан Берлинский трактат, значительно сокративший территорию Болгарии. Болгарские земли к югу от Стара-Планины вошли в искусственно созданную провинцию Османской империи Восточная Румелия. До принятия конституции временное управлении Болгарией оставалось за русским Верховным комиссаром. При этом, Сербия и Черногория получили независимость, Босния и Герцеговина на 30 лет была передана под управление Австро-Венгрии, а Кипр был оккупирован Англией.
С апреля 1877 г. по май 1879 г. действовало Временное русское управление в Болгарии.

## Болгарское государство в Новое время

### Княжество Болгария

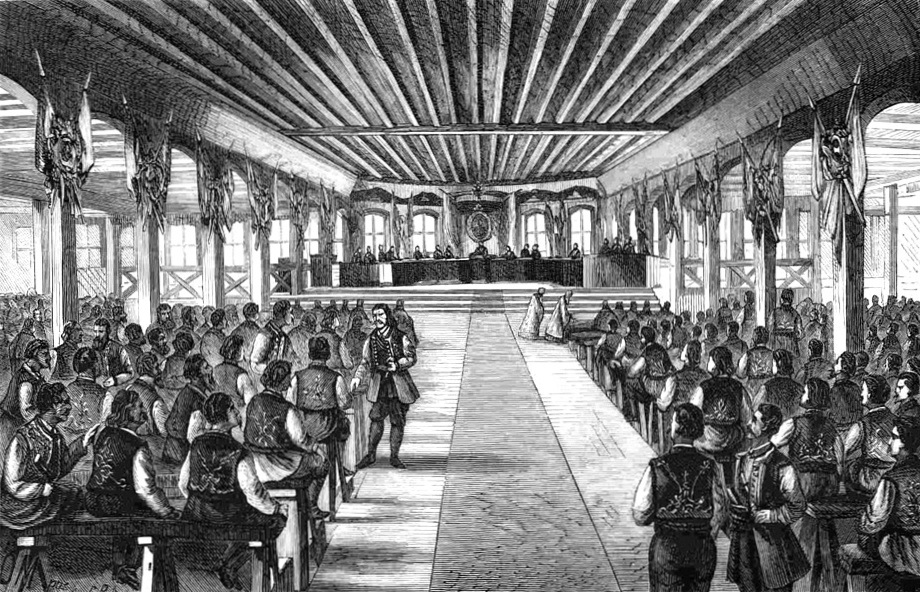
Открытие заседаний народного собрания в Тырнове (1879)

Столицей Болгарского княжества по предложению известного болгарского учёного Марина Дринова была выбрана София (как действительный экономический и политический центр страны). Первоочередной задачей для русского гражданского управления было оказание помощи болгарским беженцам, численность которых составлял не менее 200 тысяч человек. В 1878 году были ликвидированы землевладения турецких помещиков. Попытки Англии и Австрии добиться восстановления собственности для турецких феодалов, бежавших из Болгарии, разбились о постановление русских властей, согласно которому каждый турок, совершивший преступление против болгарского населения, в случае возвращения в Болгарию был бы предан суду. 16 (28) апреля 1879 года Учредительное собрание в древнеболгарской столице Тырнове приняло Тырновскую конституцию, по которой Болгария стала конституционной монархией. Для решения вопросов особой важности созывалось Великое Народное собрание, на котором 17 апреля 1879 года князем Болгарии был избран принц Александр из гессенского рода Баттенбергов. После этого русское управление было ликвидировано. Мечтая о неограниченной власти, 27 апреля 1881 года Александр Баттенберг на время отменил действие конституции, и при поддержке Германии и Австро-Венгрии установил диктатуру. С усилением влияния Австрии отношения между Россией и Болгарией ухудшились. В 1884 году Баттенберг был вынужден восстановить действие конституции.

#### Политический кризис 1885—1888 годов

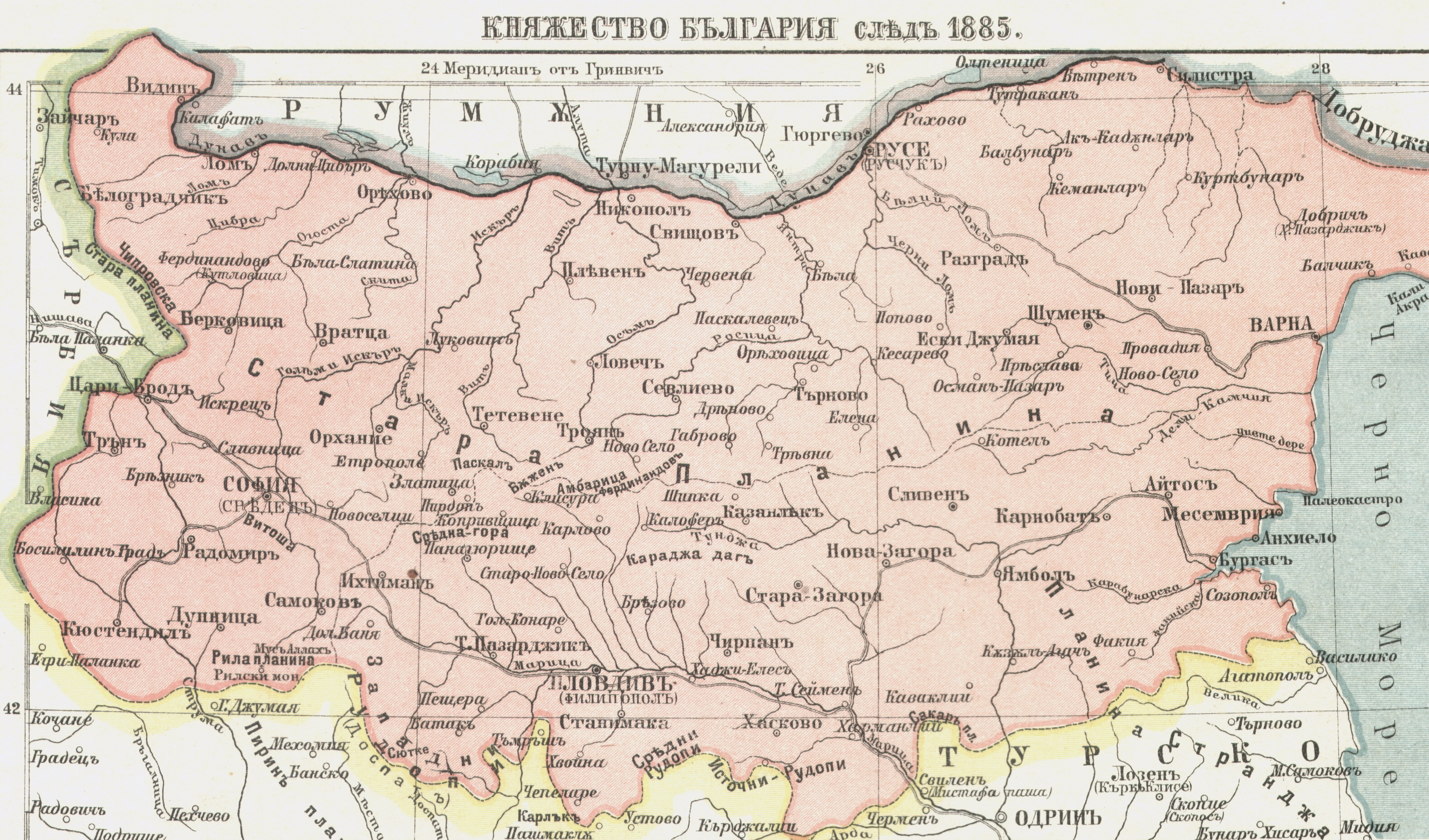
Объединённая Болгария (1885)

Согласно тайному приложению к соглашению трёх императоров от 1881 года с участием России, Германия и Австро-Венгрия согласились на воссоединение Восточной Румелии с Болгарским княжеством. В сентябре 1885 года в Пловдивском округе произошло восстание. В ночь на 6 сентября население Пловдива провозгласило объединение Болгарии. После введения на территорию Восточной Румелии болгарских войск сербский король Милан, во внешней политике ориентировавшийся на Австрию, 2 ноября начал с Болгарией войну, которую быстро проиграл. Дипломаты европейских держав, собравшиеся в Стамбуле, признали объединение Болгарии. После отречения Баттенберга от престола в 1886 году власть до выбора нового князя перешла к регенту (будущему главе правительства) С. Стамболову. По отношению к России болгары после освобождения разделились на два лагеря — русофилов и русофобов. В ноябре произошёл разрыв дипломатических отношений с Россией, которые были восстановлены только в 1896 году. В 1887 году Великое народное собрание, ввиду «русской опасности», поспешно избрало князем австрийского офицера Фердинанда из немецкого рода Кобургов. 

#### Экономическое и культурное развитие
С 1887 по 1900 года более чем в два раза выросла протяжённость железных дорог, строительство которых велось в основном на кредиты из Австро-Венгрии, Германии и Франции. В конце XIX века область Македония превратилась в яблоко раздора между соседними государствами: так возник македонский вопрос.

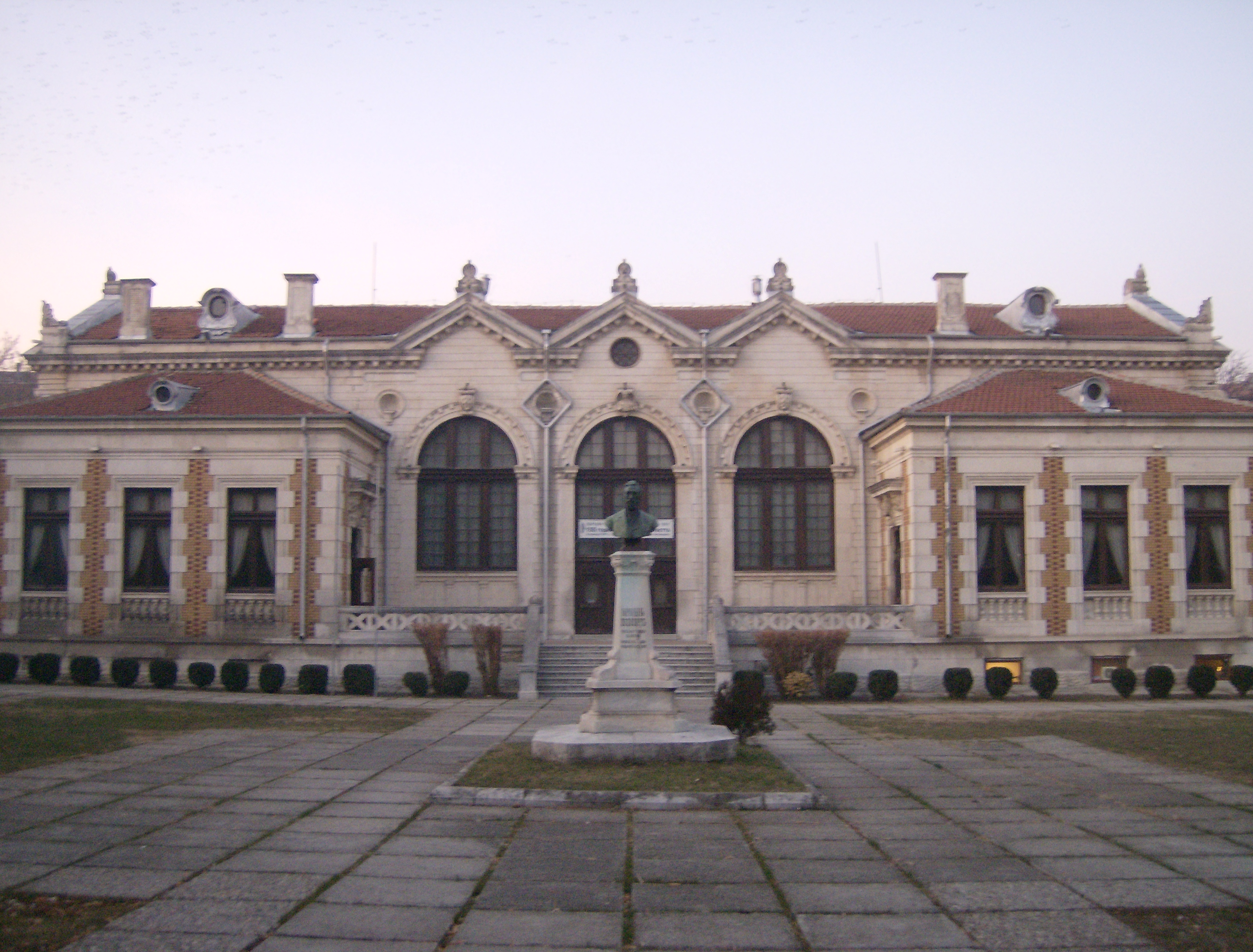
Читалище в Шумене (1898)

На рубеже веков Болгария столкнулась с финансовыми трудностями, вызванными отчасти резким падением цен на сельскохозяйственную продукцию на мировом рынке. Однако вскоре в начале XX века начался экономический подъём. Большинство промышленных предприятий занимались переработкой сельскохозяйственной продукции. В 1905 году Болгария стала крупнейшим в Европе производителем пшеницы на душу населения. В дунайских городах Видине, Русе, Свиштове строились причалы; в Бургасе и Варне реконструировались морские порты. При участии иностранного капитала были открыты многие банки и акционерные общества. Закон 1903 года предусматривал увеличение армии с 25 до 60 тысяч человек, был разработан план войны с Турцией. У Австро-Венгрии, Германии и Франции закупалось современное оружие. Важную роль в развитии городов и деревень сыграл принятый в 1905 году закон о благоустройстве населённых пунктов. В том же году Высшее училище было преобразовано в Болгарский университет им. Климента Охридского. К 1910 году практически по всей стране действовали начальные школы. Литература рубежа XIX — начала XX века создавалас писателями, как Елином Пелином, Антоном Страшимировым, Тодором Влайковым, сатириком Алеко Константиновым, поэтами Иваном Вазовым, Цанко Бакаловым, Пейо Яворовым, Пенчо Славейковым, драматургом Петко Тодоровым. Крупнейшие полотна в изобразительном искусстве 1890-х годов были созданы художниками Иваном Ангеловым, Ярославом Вешиным, Иваном Мырквичкой, Антоном Митовым. К этому времени относится и первое в Болгарии оперное представление, данное софийской драматическо-оперной труппой. В начале XX века композиторы Георги Атанасов-Маэстро, Эмануил Манолов, Добри Христов, Любомир Пипков написали оперы, симфонии и другие произведения музыки.

### Третье Болгарское царство

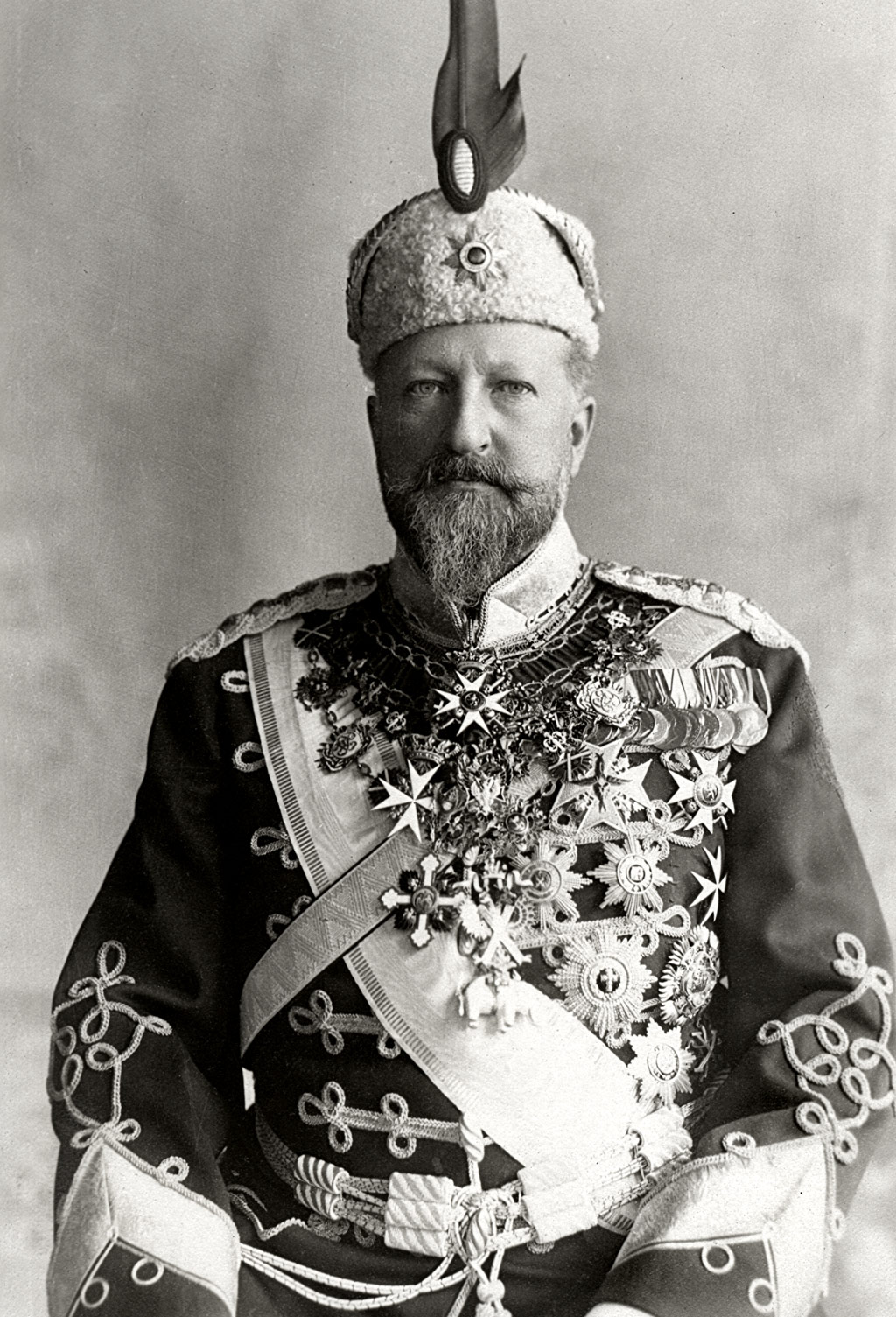
Фердинанд I

5 октября 1908 года в церкви Сорока мучеников в Тырнове была провозглашена независимость Болгарии, превратившейся в царство. За признание независимости Османская империя потребовала от болгар денежную компенсацию в 125 млн франков, из которой 43 млн франков Россия добровольно приняла на себя. Между тем, в Македонии, по болгарским данным 1900 года, проживало 1,181 млн болгар, 499 тысяч турок, 229 тысяч греков, а также албанцы, румыны, евреи, цыгане. В 1870 году православное население Македонии начало переходить под юрисдикцию Болгарской церкви. Для ослабления болгар и греков, турецкие власти поддержали в Македонии влияние сербской церкви. В результате северо-западная часть Македонии оказалась предметом спора между Сербией и Болгарией. Готовясь к войне с Османской империей за Македонию, в Болгарии была развёрнута широкая пропагандистская кампания, призывавшая к войне. 21—24 октября в ходе Первой Балканской войны началось наступление болгарской армии на турецкие владения. Война закончилась заключением в мае 1913 года Лондонского мира. Болгария получила лишь часть Македонии, населённой болгарами. 1 июня 1913 года Сербия и Греция, надеясь разделить Македонию между собой, заключили тайный договор против Болгарии. Австро-Венгрия и Германия, по принципу Вильгельма II «разделяй и властвуй», попытались столкнуть балканские народы между собой. В ночь на 29 июня началась Вторая Балканская война, направленная против Болгарии. 10 августа был подписан Бухарестский мир, по которому вся Македония, за исключением Пиринского края, переходила во владения Сербии и Греции, а Южная Добруджа — Румынии. За Болгарией была оставлена занятая ею в Первой Балканской войне Западная Фракия с выходом к Эгейскому морю. По Константинопольскому договору от 29 сентября Болгария передавала Османской империи всю Восточную Фракию. Неудачные для Болгарии Балканские войны принесли ей 55 тысяч убитых и 105 тысяч раненых, из потерянных областей в Болгарию устремились тысячи беженцев. Для преодоления последствий войны в июле 1914 года Болгария получила кредит со сроком погашения в 50 лет у консорциума с германским участием. Сербская интеллигенция в это время мечтала о возрождении государства в границах Стефана Душана, болгарская — в границах Симеона Великого. К Первой мировой войне Болгария подошла при наличии территориальных претензий ко всем соседям. Сербия, присоединившая Вардарскую Македонию с болгарским населением, превратилась для болгар во врага номер один.

#### Первая мировая война

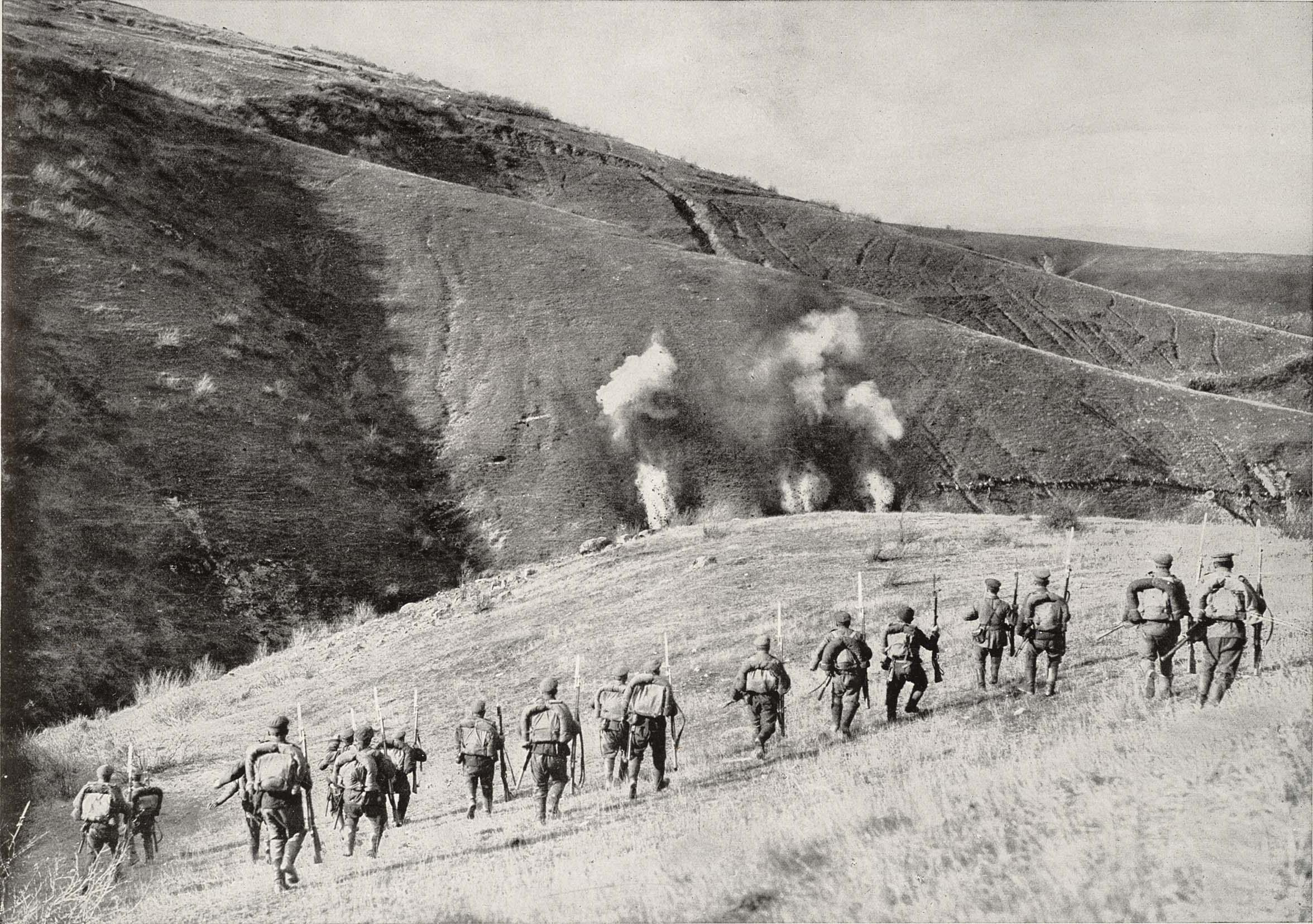
Болгарское наступление во время Монастирской операции (1916)

С началом Первой мировой войны Болгария, преследуя цель вернуть Македонию, не торопилась занимать чью-то сторону конфликта. С конца 1914 года болгарское руководство заявляло о возможности присоединения земель Сербии, не населёнными болгарами: Восточное Поморавье с городами Ниш, Вране и Пирот, которые до Русско-турецкой войны 1877—1878 годов якобы были населены болгарами. 14 октября 1915 года Болгария вступила в войну на стороне Тройственного союза. Болгарская армия повела наступление на Македонию и Сербию. В Вардарской Македонии и Помаравье болгары установили оккупационный режим. 1 сентября 1916 года Болгария объявила войну Румынии, вступившей в войну на стороне Антанты. Россия разорвала отношения с Болгарией и объявила ей войну. Когда в сентябре 1916 года русские воевали против болгар в Добрудже, поэт Иван Вазов в своём стихотворении вопрошал: «О, русские, братья славянские, зачем вы здесь?». К началу 1917 года болгарские войска заняли всю Добруджу до устья Дуная.
В течение трёх лет болгары воевали без поражений, пока в сентябре 1918 года не столкнулись на Салоникском фронте с войсками Антанты. Во время Владайского восстания между Болгарией и Антантой 29 сентября было заключено Салоникское перемирие. На следующий день восстание было подавлено. 3 октября царь Фердинанд отрёкся от престола в пользу сына и уехал в Германию. 27 ноября 1919 года был заключён Нёйиский договор, по которому Болгария потеряла ряд западных областей и Западную Фракию, откуда в страну устремилась волна беженцев. Сумма репараций составила 2,25 млрд золотых франков. Болгарии запрещалось иметь регулярную армию.

## Новейшее время

### Межвоенный период

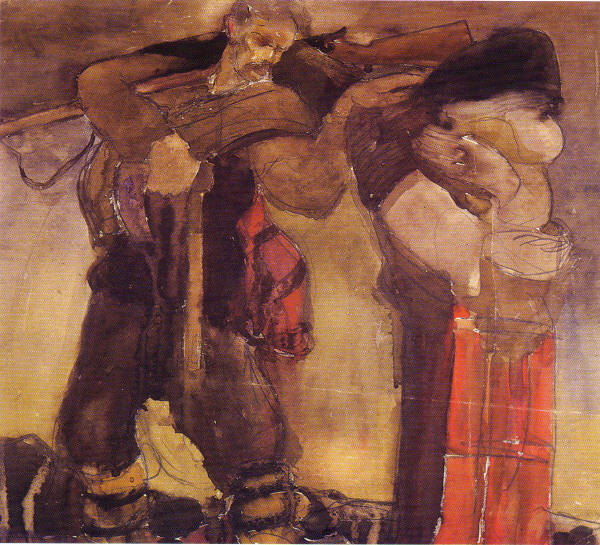
«Сентябрь 1923 года»
художник Иван Милев

В 1919 году был установлен 8-часовой рабочий день. В 1920 году к власти пришло правительство Земледельческого союза во главе с Александром Стамболийским, которое провело аграрную реформу по передаче земельных излишков безземельным и малоземельным крестьянам. В декабре 1920 года Болгария была принята в Лигу Наций. В 1920—1921 годах в стране находилось около 50 тысяч русских белоэмигрантов, включая солдат и офицеров разгромленной армии Врангеля. 9 июня 1923 года в результате государственного переворота было свергнуто правительство Александра Стамболийского, который был убит. Новое правительство возглавил Александр Цанков, режим которого в болгарской и советской историографии социалистической эпохи расценивался как «фашистский».
В сентябре 1923 года Болгарская компартия организовала антиправительственное Сентябрьское восстание, закончившееся поражением.
В 1929 году страну охватила Великая депрессия. За первые полтора года кризиса цены на сельскохозяйственную продукцию упали более чем в два раза. С 1929 по 1933 год в три раза сократился по стоимости объём внешней торговли. Промышленное производство сократилось до 40 %. В особенно трудном положении оказались мелкие собственники, владельцы ремесленных предприятий. Оживление экономики началось только в 1936 году. В 1934 году между Болгарией и СССР были установлены дипломатические отношения.
19 мая 1934 года произошёл военный переворот. Тогда же на Балканах стало усиливаться влияние нацистской Германии. Обе страны были заинтересованы в изменении границ, установленных после Первой мировой войны. Болгария была связана с Германией тесными экономическими связями и поставками вооружения.
21-22 января 1935 года произошёл контрпереворот приведший к личной диктатуре царя Бориса III.
С началом Второй мировой войны болгарское руководство маневрировало между державами, согласовывая свои внешнеполитические действия с Германией. Под нажимом Германии Румыния 7 сентября 1940 года была вынуждена заключить с Болгарией договор в Крайове, по которому передавала последней Южную Добруджу вместе с Силистрой и Балчиком.
В 1940 г. пронацистское правительство Богдана Филова ввело антиеврейское законодательство, во многом копировавшее законодательство нацистской Германии.
В искусстве межвоенного периода новаторами выступили художники Александр Жендов, Стоян Сотиров, скульптуры Иван Фунев, Николай Шмиргела, Любомир Далчев. В музыке композиторами этого периоды были Панчо Владигеров, Марин Големинов и Любомир Пипков. В создании «золотого фонда» болгарской литературы XX века приняли участие писатели и поэты Йордан Йовков, Атанас Далчев, Святослав Минков, Стефан Костов, Елисавета Багряна, Никола Вапцаров.

### Вторая мировая война

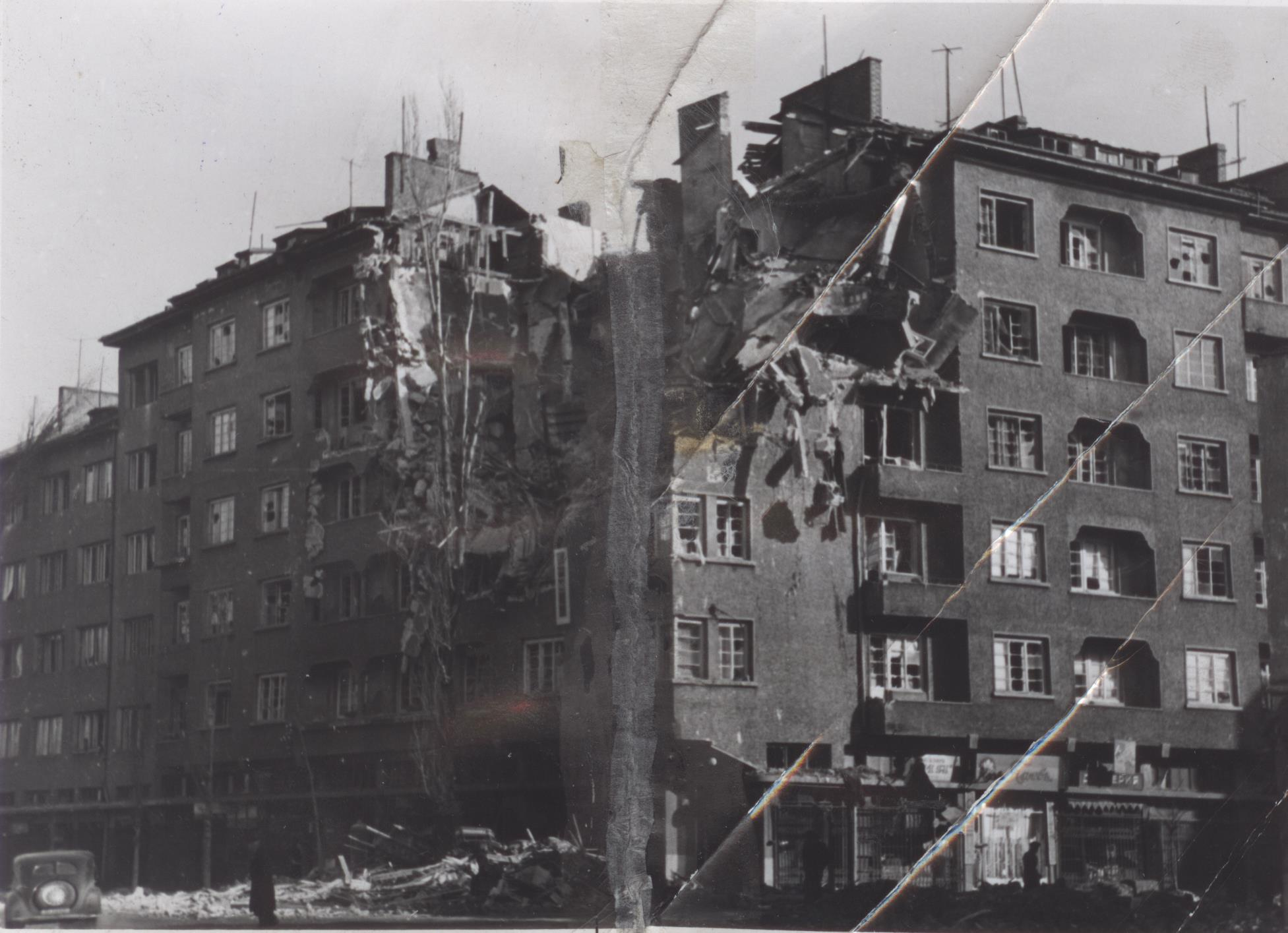
Разрушения от англо-американских бомбардировок (1944)

1 марта 1941 года Болгария подписала Тройственный пакт, условившись не принимать участия в военных действиях. На следующий день 680-тысячная немецкая армия вступила на болгарскую землю для последующего вторжения в Югославию и Грецию. Население встречало немцев с цветами. После введения болгарских войск на территорию Западной Фракии, Македонии и «Западных территорий» Борис III стал называться «царём-объединителем». В июне 1941 года возникло антифашистское движение Сопротивления.
Под давлением Германии 12 декабря 1941 года Болгария объявила войну США и Великобритании. С Советским Союзом Болгария почти до конца войны сохраняла дипломатические отношения. Советская и болгарская историография до конца 1980-х годов рассматривала установившийся в Болгарии режим как «монархо-фашистскую диктатуру». Современная наука полностью отвергает существование фашизма в Болгарии, и называет существовавший режим авторитарным. Это подтверждается, в частности, отсутствием фашистской партии, которая бы охватывала массы, а также отказом болгарских властей выполнять требование немцев о депортации и уничтожении евреев в 1943 году. Летом 1941 года возникли первые партизанские отряды, ставшие серьёзной силой только в середине 1943 года. После внезапной смерти Бориса III в августе того же года новым царём был провозглашён его шестилетний сын Симеон, при котором в регентский совет был назначен брат царя князь Кирилл. В январе, марте и апреле 1944 года болгарские города подверглись англо-американским бомбардировкам с воздуха, в результате которых погибло около двух тысяч человек: так население страны впервые увидело ужасы войны.
2 февраля 1943 г. власти Болгарии согласилась выдать нацистской Германии 11 384 еврея из оккупированных болгарской армией югославской Македонии и греческой Фракии. 17 марта 1943 г. правительству была вручена петиция против этой депортации, подписанная вице-председателем парламента Димитром Пешевым и 42 депутатами. В защиту евреев выступили также некоторые видные деятели православной церкви. В результате евреи самой Болгарии были спасены, но все македонские и фракийские евреи были депортированы в лагеря смерти в Польше, где подавляющее большинство их было уничтожено .
Под нажимом Германии в мае 1943 г. правительство начало выселение евреев из Софии в провинцию. Ни массовая демонстрация евреев в Софии 24 мая, ни протесты ряда видных общественных и политических деятелей не помогли. Были созданы лагеря принудительного труда и специальный концентрационный лагерь Сомовит на берегу Дуная.
После смерти царя Бориса III 28 августа 1943 г. новое правительство во главе с Добри Божиловым смягчило отношение к евреям и в декабре 1943 г. выселенным из столицы евреям было разрешено возвращаться в Софию по личным делам на короткие сроки. В начале 1944 г. небольшое число еврейских семей получило разрешение эмигрировать в Палестину. Правительство Ивана Багрянова, пришедшее к власти в мае 1944 г., отменило 29 августа все антиеврейские законы и постановления.
26 августа 1944 года правительство объявило нейтралитет в войне между Германией и СССР, и обратилось к Германии с требованием вывести войска из Болгарии. В 1944 году Болгария оказалась в зоне влияния СССР. 5 сентября СССР объявил Болгарии войну, после чего болгарское правительство пошло на разрыв отношений с Германией. 8 сентября советские войска вошли на территорию Болгарии. 9 сентября в стране была установлена власть Отечественного фронта. Полиция была заменена на народную милицию. В октябре болгарская армия вступила в военные действия против Германии. В том же месяце был принят закон о Народном суде над лицами, вовлёкшими страну во Вторую мировую войну. Судебные разбирательства завершились в апреле 1945 года. 2730 виновных были приговорены к смертной казни, 1305 человек — к пожизненному заключению. На юге Болгарии с 1944 по 1955 годы действовало малочисленное антикоммунистическое горянское движение.

### Период социализма

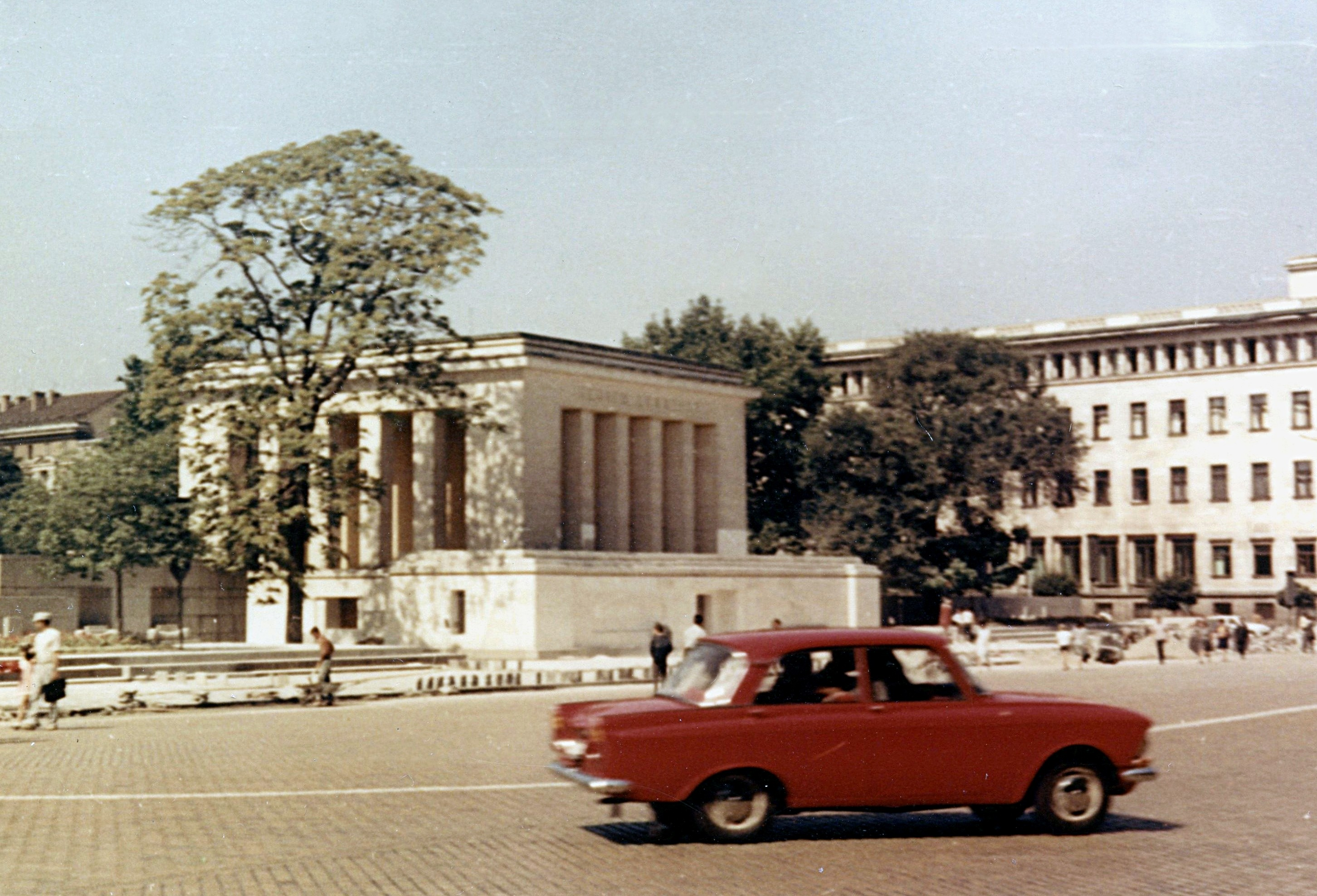
Мавзолей Димитрова, снесённый в 1999 году

15 сентября 1946 года после проведения референдума Болгария была провозглашена народной республикой. В ноябре 1946 года правительство возглавил Георги Димитров. 4 декабря 1947 года Великое народное собрание приняло новую конституцию, которая вскоре получила название «Димитровской». После занятия должности генерального секретаря ЦК БКП Вылко Червенковым решения по всем основным вопросам государства принимались по согласованию со сталинским руководством. Кадровые перестановки производились с привлечением советников из СССР в Софии. Пропагандировался культ личности «верного продолжателя дела Димитрова» — Вылко Червенкова. Помимо исправительно-трудовых лагерей с 1949 по 1953 год действовал концлагерь Белене, в котором содержались уголовники и осуждённые за «контрреволюционную деятельность». В 1949 году был казнён один из коммунистических лидеров Трайчо Костов, обвинённый в антисоветизме, шпионаже и связях с Иосипом Броз Тито. В начале 1950-х годов суды выносили по политическим преступлениям до 280 смертных приговоров в год.
После смещения Червенкова власть при поддержке советского руководства постепенно перешла в руки Тодора Живкова. В 1963 и 1973 годах Т. Живков кулуарно выступал с предложением о вступлении Болгарии, в будущем, в состав СССР. По мнению многих авторов, эти предложения Т. Живкова были его тактическими ходами, которые обеспечивали болгарской экономике новые «вливания» со стороны СССР. В 1965 году против Живкова был организован заговор ортодоксальных сталинистов, сорванный госбезопасностью Мирчо Спасова. В 1968 году Болгария приняла участие в подавлении «Пражской весны». В 1960-е годы Болгария превратилась из аграрной в индустриально-аграрную. С 1956 по 1970 годы количество городов выросло со 112 до 172. В 1980 году на социалистические страны приходилось 70,8 % (в том числе 49,9 % — на СССР) всего экспорта страны. Донором болгарской экономики являлся Советский Союз, поставлявший Болгарии сырьё по заниженным ценам. С 1973 по 1985 год на нужды сельского хозяйства Болгария получила от СССР безвозмездную помощь на 400 млн рублей. В 1971 году была принята новая конституция, которая закрепила за БКП руководящую роль в государстве.
В годы социализма в Болгарии остро стоял вопрос межнациональных отношений: между болгарами, с одной стороны, и турками, помаками и малочисленными этносами (цыганами, татарами), с другой. Болгарские власти видели среди мусульман «пятую колонну», несущую угрозу территориальной целостности страны. Для достижения однородной болгарской нации применялись методы болгаризации и «выдавливания» мусульман за пределы Болгарии. В 1960—1970-е годы личные мусульманские имена помаков были заменены на болгарские. В 1968 году Болгария заключила с Турцией соглашение, предоставившее право гражданам Болгарии переселиться в Турцию при наличии турецкого происхождения и родственных связей. Этим правом воспользовались около 115 тысяч граждан. В середине 1980-х годов последовал «возродительный процесс»: в конце 1984 — начале 1985 года свыше 850 тысяч человек были вынуждены принять славянские имена. Летом 1989 года в Турцию мигрировало, большей частью под видом «экскурсантов», свыше 300 тысяч граждан Болгарии, почти половина из которых вскоре вернулась на родину.

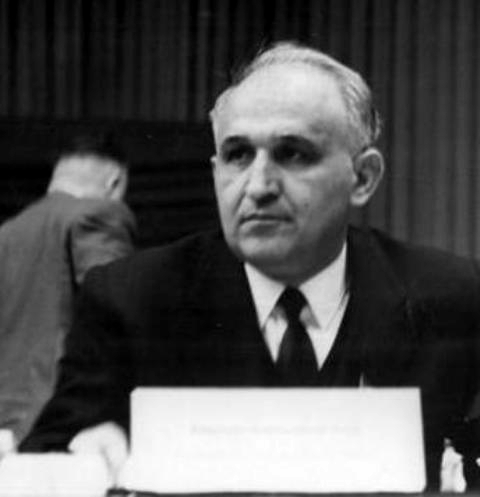
Тодор Живков

#### Контрреволюция 1989 года в Болгарии
После провозглашения Михаилом Горбачёвым отказа от опеки над социалистическими странами и перехода во внешнеторговых расчётах на доллары Болгария лишилась советских поставок нефти по низким ценам, безвозмездной помощи, льготного кредитования. В ответ на советскую Перестройку пленум ЦК БКП в июле 1987 года одобрил «июльскую концепцию» по обновлению социалистического устройства, однако практического воплощения она не получила. К 1988 год относится появление в Болгарии первых диссидентских организаций. Внутри партийно-государственного аппарата выдвинулись сторонники реформ, поддерживаемые М. Горбачёвым. На пленуме ЦК БКП 10 ноября 1989 года Т. Живков ушёл в отставку, генеральным секретарём ЦК (а с 17 декабря и главой Госсовета) стал Пётр Младенов.
В декабре 1989 года была сформирована коалиция из 13 организаций — Союз демократических сил, ставший оппозицией БКП. 15 января 1990 года сессия Народного собрания по предложению БКП отменила положение конституции о руководящей роли БКП в обществе и государстве. 2 февраля ушло в отставку правительство Георгия Атанасова и сформировано новое во главе с Андреем Лукановым.
2 апреля сессия Народного собрания единогласно избрала П. Младенова президентом НРБ. Было введено равноправие форм собственности, упразднён Госсовет, введены институты президентства и многопартийности. В апреле 1990 после общепартийного референдума болгарских коммунистов партия была преобразована в Болгарскую социалистическую партию (БСП), занявшую социал-демократические позиции. В июне 1990 года прошли парламентские выборы (явка около 90 %), по результатам которых 211 мест в Великом народном собрании достались БСП, 144 — СДС, 23 — ДПС и 16 — БЗНС. Всего участвовало 42 партии и движения.
6 июля 1990 года прошедшие антикоммунистические демонстрации повлекли отставку президента П. Младенова . 23 июля из мавзолея вынесли тело Г. Димитрова. 1 августа парламент избрал президентом лидера СДС Желю Желева. ВВП на душу населения в Болгарии на 1990 год составлял 5597 долларов США (в то время как в Румынии — 3511, Югославии — 5646, СССР — 6894).

### Республика Болгария

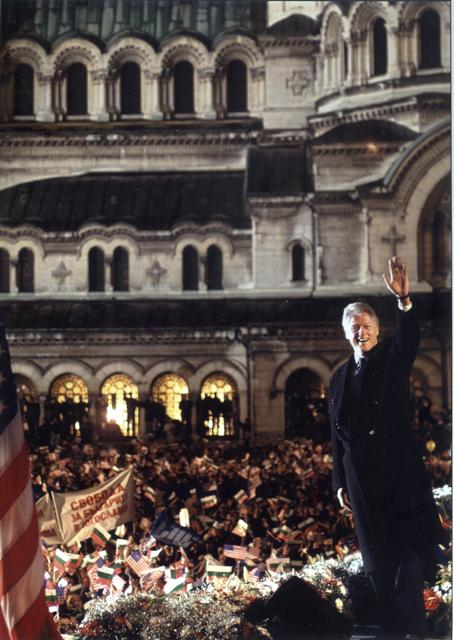
Визит Клинтона в Софию (1999)

Возглавлявшееся с февраля 1990 Андреем Лукановым правительство социалистов, несмотря на большинство БСП в парламенте, было вынуждено 29 ноября подать в отставку вследствие возросшей социальной напряжённости и политической борьбы. В декабре было сформировано коалиционное правительство СДС, БСП и Болгарского земледельческого народного союза во главе с беспартийным юристом Димитром Поповым. 1 февраля 1991 началась экономическая реформа с либерализацией цен и девальвацией валюты. Принятый в феврале закон о земле предполагал реституцию земельной собственности, кооперативы подлежали ликвидации.
12 июля 1991 года Болгария первой из постсоциалистических стран приняла новую конституцию, провозгласившую построение социального государства. В октябре состоялись парламентские выборы, по итогам которых коалиционное правительство сформировали СДС, занявший первое место со 110 мандатами из 240, и Движение за права и свободы, представляющее интересы туркоязычных граждан (24 мандата). БСП заняла второе место со 106 депутатами.
В ходе аграрной реформы 1990-х годов земля была возвращена прежним владельцам и их наследникам, большинство которых уже переселились в города. Это привело к раздроблению земельных площадей на маленькие участки и резкому спаду сельскохозяйственного производства. В 1991 году была осуществлена «шоковая терапия», потребительские цены взлетели в 5,7 раза. В 1990-е годы болгарская экономика переживала глубокий спад, который был обусловлен потерей прежних рынков сбыта, переориентацией на западные рынки при недостаточной конкурентоспособности болгарских товаров, наличием импорто- и энергоёмкого производства. Почти на четверть сократилось количество занятых в экономике. В конце 1996 — начале 1997 года во время финансового кризиса произошёл второй всплеск инфляции.

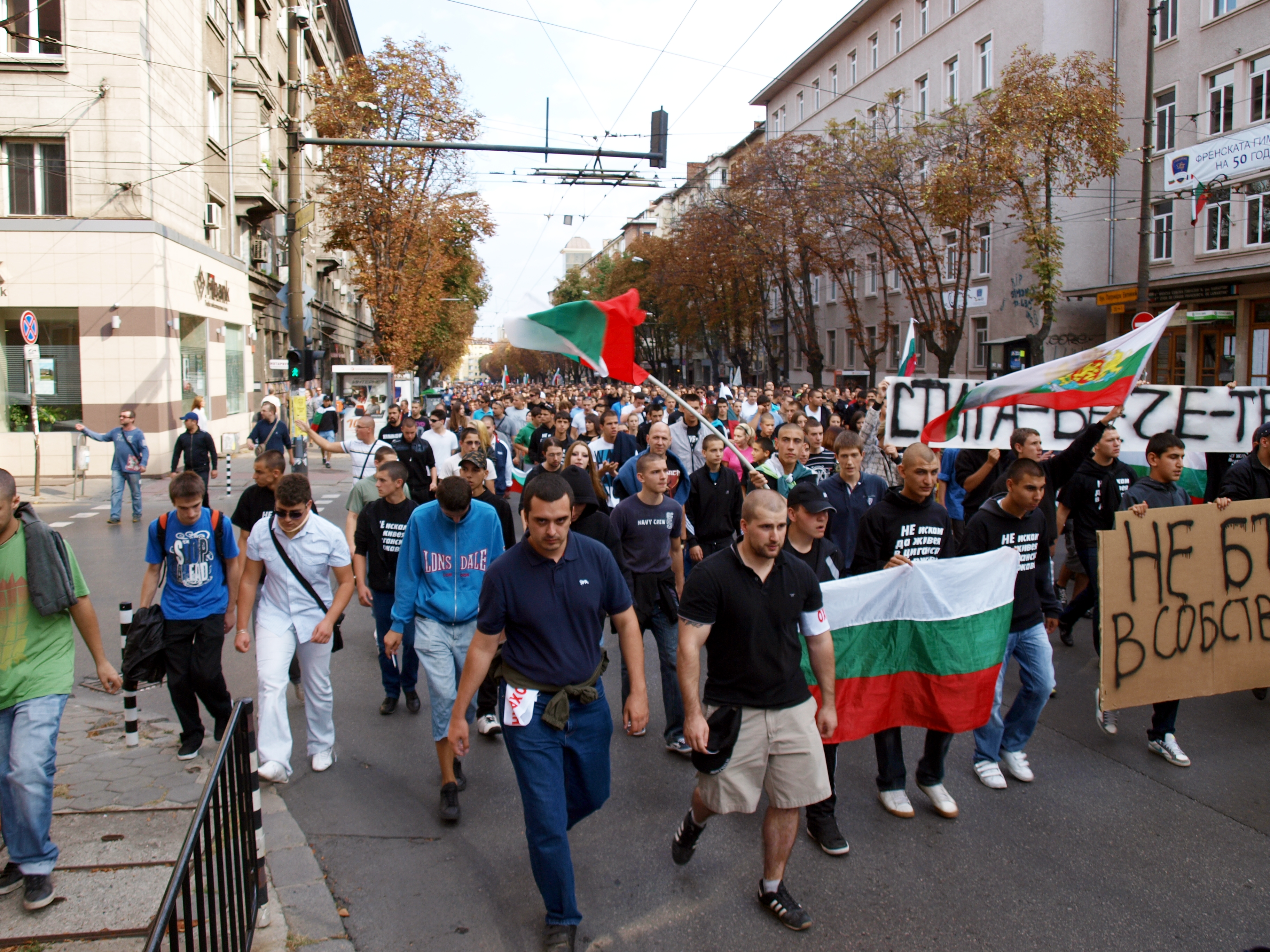
Выступления против цыган (2011)

Социальная нестабильность и кризисное состояние экономики обусловили частую смену правительственных кабинетов, с 1990 по 2014 годы девять раз проводились парламентские выборы, из них пять раз досрочно. Было сформировано 16 составов правительства, общей чертой которых являлось более или менее выраженное стремление к либерализации экономики и ориентации на Запад во внешней политике. На парламентских выборах 19 апреля 1997 года победил получивший 137 депутатских мест правоцентристский блок «Объединенные демократические силы», главную роль в котором играл СДС. Правительство лидера СДС Ивана Костова, получившее в наследство экономику на грани полного развала, сумело в короткие сроки добиться политической, финансовой и макроэкономической стабилизации. Премьер-министр выступил с радикальной четырёхлетней программой развития страны, конечной целью которой являлось вступление в ЕС и НАТО. С 1 июля 1997 года по рекомендации МВФ и Всемирного банка финансовая система Болгарии была взята под контроль «валютного совета», курс национальной валюты «привязали» к немецкой марке в соотношении 1 марка = 1000 левов (после деноминации в мае 1999 года 1 марка = 1 лев), а впоследствии к евро (1 евро = 1,95 левов). Жёсткая валютная политика остановила галопирующую инфляцию. Одним из первых шагов нового правительства явился запуск программы массовой приватизации, большинство убыточных предприятий было приватизировано или ликвидировано. Уже в 1998 году ВВП вырос на 3,5 %. Однако безработица, составившая в 2001 году 19 %, и коррупция в ходе приватизации привели к падению поддержки правящей коалиции.
На парламентских выборах 2001 года «Объединённым демократическим силам» достался 51 депутатский мандат, коалиции «За Болгарию» — 48 мандатов, половину мандатов получило Национальное движение за стабильность и подъём во главе с вернувшимся из эмиграции последним царём Симеоном II, который затем возглавил правительство. В мае 1999 года Болгария предоставила своё воздушное пространство авиации НАТО для нанесения ударов по Югославии.
29 марта 2004 года Болгария вступила в НАТО.
1 января 2007 года Болгария вступила в Европейский союз.

### На русском языке
- Макарова, И. Ф. Болгарский народ в XV—XVIII вв. — М.: ДомКнига, 2005.
- Болгария в XX веке: очерки политической истории / Отв. ред. Е. Л. Валева. — М.: Наука, 2003.
- Краткая история Болгарии: с древнейших времён до наших дней / Отв. ред. Г. Г. Литаврин. — М.: Наука, 1987.
- Златев, В. и др. Болгария в эпоху социализма. — М., 1984.
- Гришина, Р. П. и др. История и культура Болгарии: к 1300-летию образования Болгарского государства. — М.: Наука, 1981.
- История Болгарии / Под ред. Третьякова, П. Н. и др. — М.: Наука, 1954. — Т. 1, 2.
- Расставание с социализмом: болгарский вариант // История антикоммунистических революций конца XX века: Центральная и Юго-Восточная Европа / Ред. Ю. С. Новопашин. — Наука, 2007.

### На иностранных языках
- Chary, Frederick B. The History of Bulgaria (англ.). — The Greenwood Histories of the Modern Nations, 2011.
- Зафиров, Димитър. История на българите в осем тома (болг.). — София: Знание, 2007. — 738 с.
- Попов, Димитър Петров. История на България от древността до наши дни (болг.). — София: Св. Климент Охридски, 1998. — 453 с.
- Фол, Александър и др. Кратка история на България (болг.). — София: Наука и изкуство, 1981. — 493 с.
- Под ред. Велкова, Велизара и др. История на България: В 14 тома (болг.). — София: Издателство БАН, 1979.